# 進擊的巨人世界觀設定及專有名詞列表
本條目介紹《進擊的巨人》作品中出現的世界觀設定及專有名詞。

## 巨人
在帕拉迪島的歷史中，一百多年前突然出現的人型巨大生物。在艾伦父亲古利夏·葉卡的回忆中可得知巨人是艾爾迪亚人注射王族血统的智慧巨人脊髓液或经过始祖巨人命令而形成。
身高約為3至15公尺不等，體型多為男性，無生殖器官，有溫度極高的體溫以及數秒至數分即可恢復的強大再生力。
唯一的弱點為頭部連接身體頸椎後方長1米寬10公分的「後頸」，當該部位受到嚴重的破壞後則會失去再生能力，並且身體組織以及肌肉會蒸發掉，即為死亡。
無須進食，活動力來源為陽光，阻隔陽光後會停止活動進入休眠，依個體不同進入休眠的時間也會有所不同，身體的密度較人類低，即重量比等比例放大之人類輕。
巨人唯一的行動動機為吞食人類，但由於無須進食也可生存，因此推測吞食人類的動機並非捕食而是杀戮，后来经推测可得知巨人吃人的动机是想吞下智慧巨人本体来获得重生为人类的机会。

### 九大巨人
根據古利夏·葉卡的日記中所記載，艾爾迪亞人的始祖「尤米爾·弗利茲」與「大地的惡魔」簽下契約而獲得「巨人之力」，尤米爾利用巨人的力量開墾荒地、開闢道路、架設橋樑，使人們豐衣足食，以此建立艾爾迪亞帝國，尤米爾死後，巨人之力被分成九大巨人，艾爾迪亞帝國以此消滅了古代大國瑪雷。

事實上，始祖尤米爾是一名遭受初代弗利茲王迫害的奴隸，在逃亡過程中被不明生物寄生因而獲得巨人之力，之後淪為弗利茲王的戰爭機器及生育工具，幫助艾爾迪亞帝國消滅瑪雷帝國。尤米爾為了保護弗利茲王遭到暗殺死亡後，弗利茲王讓自己的三位女兒瑪利亞、羅塞、席納分食尤米爾的屍體繼承巨人之力，之後更被分成九大巨人。
繼承了九大巨人之力的人會繼承歷任持有者的記憶，並在繼承後十三年之內死去，「十三年」是始祖尤米爾從得到巨人之力到死去的時間，越是到了時限，身體就會越衰弱，若是在無人繼承巨人之力的情況下死去，巨人之力會隨機出現在剛誕生的艾爾迪亞人嬰兒身上。九大巨人皆有各自的名字。
「始祖巨人」（Founding Titan）
完全掌握力量時體型十分巨大，但在不戰契約的控制下，體型僅有13公尺。
擁有能夠操控全巨人化後的艾爾迪亞人、刪改艾爾迪亞人的記憶、身體構造以及用意念傳輸給所有艾爾迪亞人的能力，將這種能力稱為「座標」。
而「座標」只能被擁有王室血統者所使用，非王室血統者則無法使用「座標」，但王室血統者繼承的話會因第145世王的思想所洗腦而無法使用「座標」，其思想被稱為「不戰之約」，但非王室血統者要使用「座標」的話，必須接觸擁有王室血統的「巨人」。
原為弗利茲王室世代相傳，其後裔芙莉妲·雷斯被古利夏·葉卡奪走巨人之力，並傳給兒子艾連·葉卡。請參照「艾連·葉卡」。
「進擊的巨人」（Attack Titan）
身高為15公尺。據梟所述，該巨人不管在哪個時代都會為了自由而不斷前進，為了自由而戰，是個正好符合艾連個性的巨人之力。
擁有讓持有者看見未來繼承者記憶的能力 正因如此，該巨人是九大巨人中唯一一個不被始祖巨人控制的巨人。
在艾連攝入「盔甲」藥劑後能夠進行全身硬質化，若是將硬質化能力集中於雙手便能輕鬆擊毀盔甲巨人的硬質化。
不同於其他巨人之力只能硬化自身，進擊的巨人能夠大範圍施展，但形狀無法固定的關係無法得到有效的控制。
原為艾連·庫爾迦（梟）所持有，因壽命已到便讓古利夏·葉卡繼承，目前持有者為艾連·葉卡。請參照「艾連·葉卡」。
「超大型巨人」（Colossus Titan）
身高為60公尺。外表沒有皮膚覆蓋，因體型巨大所以動作相當遲緩。
可以藉由燃燒肌肉組織來排放超高溫的蒸氣，使得立體機動裝置無法發揮作用，並灼傷甚至殺死敵人，也能利用變身時產生的能量引起大範圍的爆炸。
瑪雷軍方稱此巨人為「破壞之神」，但也因為如此，力量是九大巨人當中消耗速度最快的，無法長時間維持變身，一旦耗盡，需要非常長時間恢復。
原為貝爾托特·胡佛所持有，在瑪利亞之牆奪還戰之後被阿爾敏·亞魯雷特繼承。請參照「阿爾敏·亞魯雷特」。
「盔甲巨人」（Armored Titan）
身高為15公尺。全身多處覆蓋了硬質化的組織，如同穿了盔甲一樣。
雖然因防禦力如護盾一樣強勁，而被瑪雷軍方稱為「瑪雷之盾」，但相對的，再生能力非常的差，遭到破壞而暴露的部位必須花費極長的時間才能修復。
能夠將精神傳輸至巨人體內，因此即便破壞後頸也不一定能將其殺死。
能夠剝落自身硬質化部位來大幅強化敏捷度，藉此能夠瞬間爆發出驚人的速度及破壞力。
後來調查兵團的雷槍以及中東聯合艦隊的反巨人砲相繼問世，令盔甲巨人的銅皮鐵骨防禦能力造成打擊。
目前持有者為萊納·布朗。請參照「萊納·布朗」。
「女巨人」（Female Titan）
身高為14公尺。與其他巨人相比多了女性的乳房。
具有高機動力以及泛用性，能夠短暫硬質化局部部位，硬度極高。
擁有特殊能力「吼叫」，能夠吸引巨人啃食自己。
據亞妮所描述，女巨人特別容易透過攝取不同脊髓液獲得不同力量。
目前的持有者為亞妮·雷恩哈特。請參照「亞妮·雷恩哈特」。
「野獸巨人」（Beast Titan）
身高不一。歷代的野獸巨人擁有不同的外觀，從飛禽走獸、各類爬蟲甚至已滅絕的古代生物皆有。
無特殊能力，機動性和防禦力極差，硬質化速度緩慢，是九大巨人中最不突出的巨人。
現任繼承者吉克·葉卡的野獸巨人型態，身高為17公尺，具有及全身覆蓋長毛，有如猴子般的外型，有語言能力，但與歷代野獸巨人不同的是，它擁有的王室血統產生了類似始祖巨人「座標」的能力。
能夠控制吸入其繼承者脊隨液的艾爾迪亞人，也能透過叫聲來控制巨人化的時機。吸收吉克·葉卡脊隨液的艾爾迪亞巨人由於受到控制，因此無須陽光也能活動。
原為湯姆·庫沙瓦所持有，因壽命已到便讓吉克·葉卡繼承。請參照「吉克·葉卡」。
「車力巨人」（Cart Titan）
身高為8公尺，利用四隻手腳在地上爬行，被艾爾文稱為「四腳步行型巨人」。具有語言能力，有著過人的持續力，可長時間（可長達兩個月）不變回人類。背上可背負大量補給物資亦可裝備武器。
由於驚人的持續力，只要本體不受到嚴重創傷，能夠重複多次變身，根據皮克所描述，重複變身的上限多達數百次。
目前的持有者為皮克·芬葛。請參照「皮克．芬葛」。
「顎巨人」（Jaw Titan）
身高為7公尺，體型小但動作靈敏，具有尖爪與利齒，多數於臉部皮膚與手指覆蓋了硬質化，可以抵擋子彈砲火攻擊，同時也具備有強大的殺傷力。
使用銳利的爪和下顎當作武器，其銳利程度高於硬質化能力，是目前已知唯一可以破壞水晶化的巨人。另外，因目前的持有者法爾可·葛萊斯攝取了野獸巨人持有者吉克·葉卡的脊隨液而擁有翅翼，能在天空中翱翔。
依照劇情中出現的型態大致分為三種：僅擁有尖爪與利齒、其餘特徵與純潔巨人相同；臉部、牙齒與手指皆由硬質化組成；硬質化由面部向前延伸突出形成如同面具般的結構。
原為馬賽·賈利亞德所持有，被尤米爾吞噬繼承（尤米爾所變之顎巨人有語言能力），後來尤米爾自願歸還給瑪雷政府，由波爾柯·賈利亞德繼承，目前的持有者為法爾可·葛萊斯。請參照「法爾可‧葛萊斯」。
「戰槌巨人」（Warhammer Titan）
身高為15公尺，能夠利用硬質化能力製作出骨頭類的物質，也可製造出硬質化的水晶物質，可任意操控形狀，可以製造出地刺以及戰槌，或是任何想像得到的物品（如十字弓、劍、鞭子、長槍、弓箭、三叉戟等）。
殺傷力非常強大，曾一擊就將硬質化之後的進擊的巨人錘爛。具有語言能力，與其他八大巨人不同，本體可在巨人後頸以外的地方操控巨人。
是九大巨人當中最擅長使用硬質化的巨人，但巨人之力也因此消耗速度較快。
由戴巴家族世代相傳，而854年時的持有者為菈菈·戴巴，之後被艾連利用顎巨人的尖牙破壞其水晶化防禦後吞噬，目前的持有者為艾連·葉卡。請參照「艾連·葉卡」。
「末日巨人」（Doomsday Titan）
不屬於九大巨人任其一的特殊巨人，即艾連在掌握始祖巨人之力並發動地鳴後的變身型態。
體型巨大，總長、身高和身寬均達數百公尺，全身幾乎由巨大的肋骨構成，僅能以肋骨與後腿推進移動，可利用戰槌巨人與始祖巨人的力量結合製造出歷代的九大巨人傀儡。
劇中並未命名此巨人，此名是由原作者諫山創所另外取的。

### 道路
道路是一個超越時空的異空間，只有精神能進入道路，而即使在道路中感覺過了很久的時間，在現實世界中往往只過了一瞬。有些九大巨人的繼承者看到過道路，每個尤米爾的子民和巨人都被一條看不見的道路連接著，巨人的血肉和骨骼即是從道路中傳送過來，有時也會傳送他人的記憶和意志，而所有的道路都會交匯在一個座標上，也就是始祖巨人。
始祖尤米爾死後其精神進入了道路之中，所有的巨人都是始祖尤米爾在道路中所製作，始祖尤米爾的巨人之力分別被三個女兒繼承，道路因而開始分岔。而後145代王在道路中訂定了不戰契約。艾連則在發動地鳴後透過道路向全體艾爾迪亞人發表宣言。

## 艾爾迪亞帝國（帕拉迪島）

### 歷史
艾爾迪亞帝國（Eldia Empire）是由約2000年前一處叫「艾爾迪亞」的蠻族部落興起，該部落由於掌握了「巨人之力」而得到了無可匹敵的力量，並利用巨人之力消滅了原先的世界強國「瑪雷帝國」，並四處進行侵略與種族淨化，強迫他族為艾爾迪亞人生育子嗣，時間長達1700年之久，直到737年，艾爾迪亞帝國的第145代王卡爾·弗利茲因不忍他族長期遭受欺凌而藉由「巨人大戰」與繼承「戰槌巨人」的戴巴家族合作演出一場「戴巴家族與瑪雷英雄聯合擊退弗利茲王」的戲碼，並帶領絕大多數的艾爾迪亞人移至帕拉迪島（Paradis Island），並隱姓埋名為地方貴族「雷斯家族」在幕後進行統治帕拉迪島。
卡爾·弗利茲帶領大量的艾爾迪亞人來到島上，並建造了以初代弗利茲王三個女兒（瑪利亞、羅塞、席納）為名的三道巨大城牆作為保護（這一時間，牆外世界瑪雷民族開始利用策反的七大巨人之力掌握牆外世界主導權，建立侵略大國）。使用其始祖之力建起三道高約50米的牆壁，將整個帕拉迪島圍成一個牆中世界，立下不戰契約，並洗去了絕大多數人民的記憶。在進入牆內世界前，卡爾·弗利茲對外放話若膽敢干涉其內政，就會釋放牆內所有超大型巨人踏平地表上的一切，但其實即使瑪雷來犯，雷斯王也不會反抗，之所以這麼說只是為了在這句話還有效的時間內，在城牆內享受短暫的和平。此後帶著人們定居在了這終將毀滅，黃昏前夕的樂園，不再過問外面世界。因為雷斯王希望牆內的居民們不要離開城牆，除了透過「始祖巨人」之力消除了當時一同前來的艾爾迪亞人民記憶。以貴族的地位作為交換，要求其他一同來到島上的其他非艾爾迪亞人的少數民族必須保密，並建立嚴格的管控制度，阻止牆內的人民以各種方式探知世界的歷史。因為如此，在與世界隔絕的情況下，牆內艾爾迪亞的人民基本上不知外界的情形。
在島嶼的南端，有敵國瑪雷建造的小型碼頭，專門在該處流放艾爾迪亞人（變成純潔巨人四處遊蕩），瑪雷以及牆內雷斯王皆稱呼帕拉迪島為「樂園」。島內的和平基本上持續了一百多年，直到845年，瑪雷嘗試奪取始祖巨人之力，因此破壞希甘希納區的城牆和瑪利亞之牆而結束。
850年，在島上居民知道世界歷史與真相之後，帕拉迪島才開始重新與世界交流，國内人民由於不滿一直忍受來自瑪雷帝國單方面侵略行為，於是普遍以積極反擊的聲音為主流，目標重新建立艾爾迪亞帝國。854年，在發生總統府爆炸事件後，國内政治勢力進入交換階段，隨著地鳴失敗與葉卡派的掌權，國家仍舊與世界處於敵對狀態。857年，隨著帕拉迪島和其他國家重建，阿爾敏和伙伴們在希絲特莉亞女王的領導下展開和平談判。
數百年後，帕拉迪島因他國侵略反擊的戰火而毀滅。

#### 不戰契約
不戰契約（Vow of Renouncing War）是由第145代王所訂定，並被歷任城牆之王和戴巴家族所保密，影響了歷代繼承始祖巨人之力的城牆之王。繼承始祖巨人之力的王族後代都會受到不戰契約的制約而無法使用全部的始祖巨人之力，同時也會被第145代王的思想所箝制，放棄干涉牆外的世界，而只謀求在牆內世界建立一個終將毀滅的樂園。受到不戰契約制約的城牆之王認為艾爾迪亞人是有罪的，因此希望帶著所有族人自滅，因此即使瑪雷和世界各國將牆內的艾爾迪亞人殺光，城牆之王也不會作出反抗，之所以威脅世界各國若干涉城牆內側就會發動地鳴，純粹是想趁著這句話還有約束力的時候享受最後的樂園時光。
為了向帕拉迪島宣戰以轉移世界各國對瑪雷的仇恨，戴巴家族向世界各國公開了不戰契約的秘密，並指責艾連·葉卡奪走始祖巨人之力讓城牆內不再受不戰契約制約將導致和平遭到破壞。後來由於王族後裔吉克在無繼承始祖巨人的情況下進入了道路，因此不受不戰契約束縛，並成功將其解除。

### 三道城牆

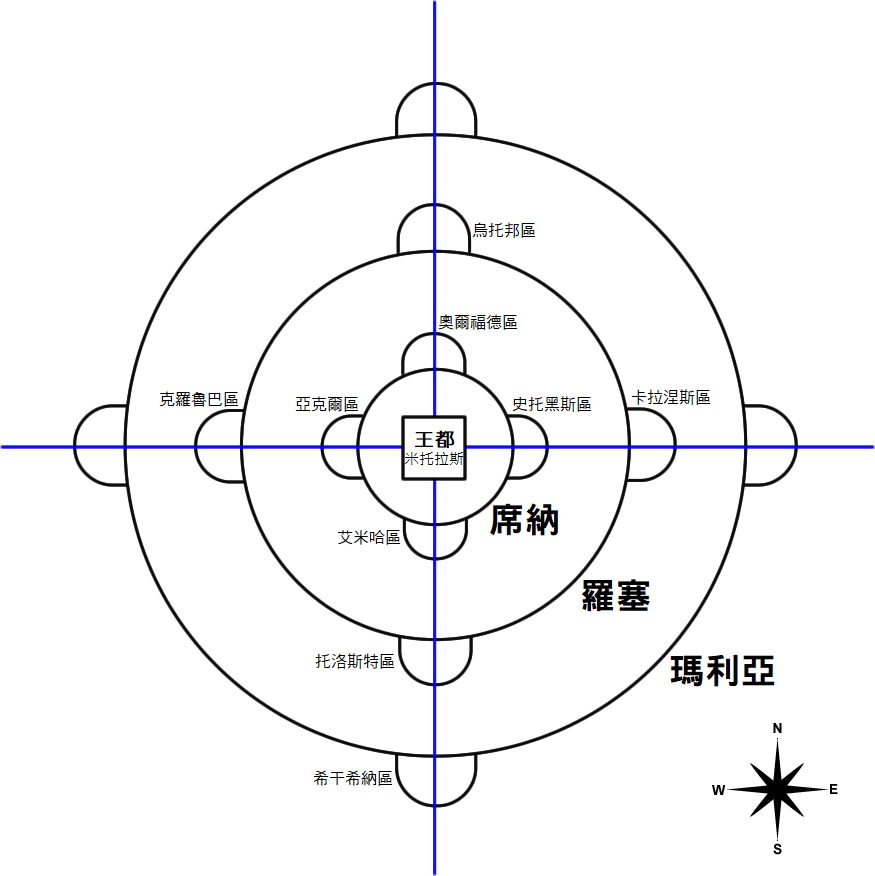
《進擊的巨人》中城牆的範圍示意圖。

帕拉迪島的人類生活在三道城牆之中，所居住的城市由高達50m的城牆所包圍，以防止巨人的入侵。各城牆以人工的門聯通，因爲是人工建造而顯得最為脆弱。平常會定期進行補強的工作，以使城牆更加堅固。
城牆總共有三道，由外往内分别為“瑪利亞之牆”、“羅塞之牆”及“席納之牆”，分別取自始祖尤米爾三個女兒瑪利亞（Maria）、羅塞（Rose）和席納(Sina）的名字。城牆之間的面積幾乎相等，瑪利亞之牆與羅塞之牆距離約為100km，羅塞之牆與席納之牆距離約為130km，席納之牆距離王都約為250km。即三道墙之内圓形領土半徑為四百八十公里，瑪利亞之牆總長度約三千餘公里。每一道城牆之間的範圍就是人類的聚居地，總面積大約七十二萬平方公里。845年超大型巨人與盔甲巨人攻破了第一道城牆“瑪利亞之牆”，剩餘數十萬人類的活動區域後退至第二道城牆“羅塞之牆”內，即剩餘的四十五萬平方公里地區。數十萬人口居於數十萬平方公里內，可謂地廣人稀，但牆內居民不知為何仍然食物和資源均匱乏。
在城門的部份還有再略為向外突出的甕城，具有雙重牆壁的用途。甕城内有市街，各區皆有名稱。建造原因是以“縮小範圍”為目的，利用巨人會向人口集中地聚集的特性吸引巨人注意，以减低警備所需的人力和維護城牆的費用。有士兵駐守，對城市經濟在有所貢獻的「經濟上優勢」以及「被巨人吃掉的恐懼」兩相權衡之後，很少人會願意住在這裡作為「誘餌」，因此國王政府將居住在這些最前線城市的人民捧為「最勇敢的戰士」，藉以鼓勵大眾移居。在巨人入侵瑪利亞之牆之後，自願住在最前線甕城（托洛斯特區）的居民會得到王政府的獎勵。
三道城牆實際上是以千萬隻超大型巨人為基礎包覆硬質化組成，其目的是145代王(牆內初代王)為了能在其中度過餘生而建造，並對外放話若是干涉其於牆內的生活將會發動"地鳴"釋放其中的超大型巨人踏平世界，使城牆成為既是矛也是盾的效果。

### 地點

#### 城市
米特拉斯王都（Mitras）
王都地下街
於王都地底下的城鎮，被視為牆內最安全的地方。為了防止巨人入侵，王室所挖掘的避難所，沒有資料說明空間多大，但能確定至少可蓋高達五層樓的建築也不會覺得擁擠，後來挖掘計劃到一半就終止，淪為難民區，現在居住許多罪犯與窮人。然而在此處的許多人民因長期缺乏日曬而罹病，出入口還遭當地幫派把守，要進出還需要繳錢，使許多在此的人民永不見天日。天花板上有許多發光的綠色物體，沒有解釋為何物，可能是菌類或植物。此處亦為兵長里維的出身地。
於850年因傳出羅塞之牆遭突破的傳聞而湧入大量難民，在因糧食供給只夠所有人撐一個禮拜而引起不少衝突，在確認羅塞之牆安全無虞的消息後才得以了結。希斯特莉亞成為女王後，利用從貴族和議員那裡沒收的錢作為經費，將王都地下街的孤兒們接到雷斯家族的領地（牧場）照顧，王都地下街出身的里維也很贊同這項政策。
希干希納區（Shiganshina District）
瑪利亞之牆南部城市，於845年遭超大型巨人及盔甲巨人破壞，導致島上的人類失去瑪利亞之牆。
於850年的「瑪利亞之牆奪還作戰」中成功將洞口封住，雖然作戰成功，但受到野獸巨人與鎧甲巨人和超大型巨人的內外包夾也使調查兵團損失大多數的士兵。
854年，重建過後的希干希納區整齊了不少，當初遭受貝爾托特變身超大型巨人的坑洞還被改造成了一座湖泊。在受到瑪雷的奇襲及許多喝下了吉克的脊髓液的駐紮兵團與憲兵團成員等人變身巨人下，城鎮再度遭受破壞。
在故事尾聲，艾連的頭顱埋在郊外山丘上童年時代與米卡莎兩人兒時常休憩的樹下，經過數百年後希干希納區已發展成一座高科技城市，但在外來反抗勢力引起的戰火中摧毀。雖成為一座荒煙蔓草的現代化城市廢墟，但埋著艾連頭顱的樹屹立不搖，由一位少年與狗發現。
昆塔區（Quinta District）
瑪利亞之牆西部城市，於衍生小說《隔絕都市的女王》登場。
於845年隨著瑪利亞之牆的淪陷，該城市也徹底被隔絕，期間實行了一系列高壓政策以應對巨人的威脅，但徹底淪陷、遺棄也只是時間問題。
荷斯達區（Holst District）
於前傳漫畫《Before the Fall》中被提及的一座城市，雖然位置不詳，但可以推測是位於瑪利亞之牆的東部。
卡拉涅斯區（Karanes District）
羅塞之牆東部城市，鄰近托洛斯特區。由於位於正南方的托洛斯特區城門被超大型巨人踢毀，後來被艾連用巨石擋住大門破洞，無法進出，因此以希干希納區為目的地的第57次牆外調查選址此區為保證進出點。
克羅魯巴區（Krolva District）
羅塞之牆西部城市，位處正西方。當有巨人出現於羅塞之牆內西南方一帶時，此區被米凱和納拿巴提及。二人認為倘若城牆在西方以北或南方以東的位置破損，巨人定必會經過正南方的托洛斯特區或正西方的凱洛魯巴區才能到達西南一帶，然而兩區的駐紮兵團卻沒有通報，因此假定缺口應該出現在西方至南方一段的城牆上。隨後駐紮兵團被派往由凱洛魯巴區沿著城牆走到托洛斯特區，但沒有發現缺口。
該城市的別稱其實眾多，例如於第35話中，該區原本被稱為涅特雷區（Nedlay District），但在單行本中改稱為克羅魯巴，隨後第42話中的地圖亦顯示為克羅魯巴；而在衍生小說《隔絕都市的女王》中，則是被稱為芙埃魯特區（Fuerth District）。
托洛斯特區（Trost District）
羅塞之牆南部城市，位處正南方。於850年遭超大型巨人踢毀城門而遭巨人入侵，隨後由得知自身有巨人之力的艾連搬起巨石將城門堵住，成為了人類首次戰勝巨人的地方。於逃難期間無平民傷亡，但仍然對兵團造成不少的犧牲。
烏托邦區（Utopia District）
羅塞之牆北部城市，設有用作拷問和施酷刑的地下監獄。於第49話被阿爾敏提及，向貝爾托特謊稱亞妮正在該區的地下監獄被施以酷刑。
史托黑斯區（Stohess District）
席納之牆東部城市，女巨人與艾連二度交戰的地點，設有城牆教的禮拜堂，戰鬥期間遭女巨人壓毀，許多信徒因此死亡。與女巨人交戰期間波及不少平民，造成嚴重的死傷。女巨人戰敗後，被女巨人攀爬而碎裂的城牆露出內在超大型巨人的臉部，造成不少民眾的恐慌。
亞克爾區（Yarckel District）
席納之牆西部城市，於第36話的地圖上顯示。
艾米哈區（Ehrmich District）
席納之牆南部城市，由於席納之牆被女巨人破壞並從破洞中出現了一張巨人臉，群眾因而感到驚慌而打算撤退到鄰近的此區內。隨後在羅塞之牆入侵時期，調查兵團在此區成立了臨時指揮部。
奧爾福德區（Orvud District）
席納之牆北部城市，在羅德·雷斯變身為比超大型巨人大兩倍的奇行種後險遭破壞，所幸在調查兵團的討伐下得以安全。
工業城（Industrial City）
位於羅塞之牆內，為前傳漫畫《Before the Fall》的主要場景之一，是帕拉迪島的重工業重鎮，生產著牆內的大部分武器和機械，亦為超硬質金屬、冰爆石和黑金竹的開採地。由於此城存在大量武器和珍貴物料，因此憲兵團派出極多士兵駐守，守衛森嚴。
在《Before the Fall》中，裘爾洛被赫費爾救起後送到此城避難，認識了塞諾馮，蒙他教導學會使用立體機動裝置，並在赫費爾離開前往賀斯特區前一直住在此城。後來在叛亂期間，由於此城有著豐富的戰略價值而被以奧古斯為首的叛軍攻擊，希望奪下此城作為籌碼與王政府談判。駐守此城的憲兵團師團長簡施·達夫納初期面對人數佔優的叛軍處於下風，後得歌莉亞·伯恩哈特帶兵支援才成功平亂並生擒奧古斯。而師團長簡施亦被指辦事不力降職，改由歌莉亞擔任工業城的最高指揮。
《進擊的巨人》正傳漫畫或動畫中未正式出現，但於動畫版第6集的廣告過場「目前公開的資料」中有詳細介紹。
於外傳《Lost Girls》中也曾提及其中的廢液槽具有強大的腐蝕性，幾乎能將所有東西溶解殆盡，因此常被用於棄屍。亞妮為了不被憲兵團進一步調查整起案件而被牽連到日後捕捉艾連的計畫，於是幫助史特拉特曼將韋恩·艾茲納/坎伯·伯爾茲的屍體與自身因槍擊而破洞的衣物扔進工業區的廢液槽以消滅證據。
納拉卡（Naraka）
於前傳漫畫《Before the Fall》中被提及，是位於瑪利亞之牆北部牆外的一座城市，也是憲兵團將部分罪犯流放，讓他們被巨人殺害的地方。
然而，該座城市是否真實存在，還是個謎。

#### 其他地點
海港
由反瑪雷義勇軍提出興建計畫，用於停泊船隻，與他國聯繫。
厄特加爾城（Utgard Castle）
一座在羅塞之牆內側，並臨近羅塞之牆的古代城堡。
巨木之森（Forest of Giant Trees）
分佈在牆內和牆外的巨木群。以某個地區為界在局部地區自行繁殖，樹高超過80公尺。沒有人知道為什麼會存在如此高大的巨木，有人認為是因地質的原因。
在瑪利亞之牆被撞破之前，因為被當成觀光區，還有人進行整理維護。如今因為人類無法再管理，林道幾乎消失無踪，已經逐漸被草木所掩蓋。不過因為巨人在森林裡頭移動的關係，有些道路依然保持得很好。對調查兵團來說，這是在牆外進行遠征時，用來保護自身安全，免於巨人威脅的重要據點。
調查兵團曾在此地進行捕抓女巨人作戰和關押吉克，萊納和貝爾托特在綁走艾連後也曾在此地休息以避開巨人的威脅。
罌粟田
僅於外傳《Lost Girls》漫畫中提及，位於羅塞之牆西區，由憲軍團管轄，用於種植罌粟並提煉嗎啡製成止痛藥販售。
雷斯家地下教堂（Reiss Chapel）
位於羅塞之牆內，雷斯家族的領地下。是以巨人之力建造而成，有大量的發光石以供照明。與地表的連通道是一座不起眼的小教堂，也設有其他密道可以到達地表，不過密道的入口平時是封閉狀態。此處是雷斯家世代傳承始祖巨人之力的地方，雷斯家偶爾也會來這裡進行禱告或家族聚會。
845年，古利夏在此處擊敗芙莉妲奪取始祖巨人之力並屠殺雷斯家族，將地下教堂大肆破壞。850年，羅德欲在此地讓希絲特莉亞繼承艾連的始祖巨人之力，調查兵團也為了奪回艾連來到此處與對人壓制部隊進行戰鬥。後來希絲特莉亞拒絕繼承始祖巨人，絕望之際的羅德將自己變成比超大型巨人還大兩倍的奇行種巨人，因此摧毀了地下教堂，而對人壓制部隊則因為地下教堂崩塌以及羅德的超大型巨人化無處可逃最終全員戰死。
海因里希大學（Einrich University）
於外傳《Lost Girls》中提及，位於席納之牆的一所大學，卡莉·史特拉特曼於本校主修化學。

### 兵團
艾爾迪亞的國防軍隊架構由调查兵团、驻扎兵团和宪兵团構成，加上训练兵团共四個軍團，並由總統擔任訓練軍團以外的三大軍團總司令。

#### 調查兵團
調查兵團（Survey Corps）是牆內的三大兵團之一，士兵人數在三團中最少。軍徽為一對翅膀（自由之翼）與盾牌。

##### 職責
負責主動走出城牆調查牆外狀況及地勢、並經常與牆外的巨人戰鬥的軍團（現時的任務為成功清除所有巨人後實行反攻瑪雷的計劃）。如果要加入的話可需要有極強大的勇氣以及做好隨時陣亡的心理準備，故此成為折損率最高（幾乎每次調查都會構成嚴重兵力折損）、加入人數與軍團總兵力最少、但實戰經驗最豐富的軍團。
在851-854年內為了反攻瑪雷，立體機動裝置亦變得更先進了，武器亦可自由改為超硬質刀、手槍跟雷槍，人數似乎比以前增加了不少。

##### 架構
調查兵團是三大兵團中規模最小的，由大概300名士兵組成，但由於折損率高和新兵加入率非常低，每年大约有将近60名新兵加入，可調動人手大概只有100人。瑪利亞之牆奪還戰後，陣亡199名士兵，整個兵團存活人數也只剩下9人。但之後有提及到，有少部分駐守調查兵團總部的人員沒有參加奪還作戰因此總兵力還有幾十人以上。但在之後的四年間，因在古利夏地下室的文件被公開，吸引不少新兵甚至其他兵團的成員也加入了調查兵團。
調查兵團並沒有固定的架構，兵團單位隨著不同團長而有所改變。大致上，調查兵團由一名團長領導，而現任團長為第15任團長阿爾敏·亞魯雷特。在團長以下則由數支分隊組成，分隊數量不定，在基斯·夏迪斯時期有五支，在艾爾文·史密斯時期有四支（實際只有兩支被提及），而分隊由一名分隊長，以及一至兩名副分隊長帶領，並設有一名上官以及十名班長作輔弼。上官和班長皆直接聽命於分隊長，而上官則負責任務中的通訊協調。除了主分隊外，兵團亦設有三個補給班和一支在艾爾文時期活躍的特別作戰小組。在漢吉·佐耶任職團長期間，從雷貝里歐收容區一戰中可見，兵團的行動單位則改為小組制。而在阿爾敏·亞魯雷特於854年接任團長後因成員過少以及正應對地鳴的威脅而未有任何編制。

###### 分隊
第二分隊
活躍於845-850年間，艾爾文時期調查兵團的四支主分隊之一，於羅塞之牆入侵時期擔任主力軍。分隊由米凱·薩卡利亞斯擔任分隊長，吉爾迦和納拿巴為副官，其他成員皆為資深且擁有一定實力的老將。
第四分隊
活躍於845-850年間，艾爾文時期調查兵團的四支主分隊之一，行動以研究和後方支援為主，由漢吉·佐耶擔任分隊長，莫布里特·柏納擔任副分隊長，凱奇擔任上官，其中有直屬於漢吉的漢吉班，由凱奇、妮法等老兵組成。第四分隊於希干希納區還奪戰後解散。
弗拉戈分隊
僅於番外篇「無悔的選擇」中登場，活躍於845年前，沙迪斯時期調查兵團的五支主分隊之一。由弗拉戈·塔瑞特擔任分隊長、塞拉姆擔任副分隊長，亦為里維、伊莎貝爾和法蘭加入調查兵團後最初被編配的分隊。隨後於844年第23次牆外調查中，除離隊的里維外，所有成員均被奇行種（漫畫裡則為一大群巨人）襲擊喪生。
特別作戰小組
被稱為 里維班，特別作戰小組是獨立於兵團架構的精英部隊，討伐數超過200，由里維成立並擔任指揮，艾魯多·琴擔任副官，其他成員包括佩特拉、歐魯和君達，五人之間有著過人的默契以及高超的戰鬥技巧。除里維外的四人均於女巨人捕獲戰中喪生，小組短暫解散。
新特別作戰小組
里維於戰後將第104期訓練班的眾人收編為新成員，繼承特別作戰小組的名銜。850年時成員包括艾連、米卡莎、阿爾敏、約翰、莎夏和柯尼。

##### 牆外調查
第23次牆外調查
於844年，由夏迪斯團長領導的一次牆外調查。
這次牆外調查中，弗拉戈分隊在森林裏遇上了一大群巨人，除里維外全員喪生。
第34次牆外調查
於848年，由艾爾文團長領導的一次牆外調查。
這次牆外調查中，左翼第二旅團遇上一大群巨人，除伊爾澤外全員喪生。
第49次牆外調查
於849年，由艾爾文團長領導的一次牆外調查。
這次牆外調查中，分隊長漢吉打算活捉巨人，誤打誤撞地進入了森林並發現伊爾澤的筆記本。
第56次牆外調查
於850年，由艾爾文團長領導的一次牆外調查。
這次牆外調查中，由於時隔五年再度出現的超大型巨人踢破了托洛斯特區的城門導致巨人入侵羅塞之牆，被迫中途結束牆外調查返回支援牆內駐紮兵團抵抗巨人。
第57次牆外調查
於850年，由艾爾文團長領導的一次牆外調查。
這次牆外調查中，調查兵團首次和有巨人之力的人類艾連並肩作戰，此次調查的真正目的是要以艾連作為誘餌引出埋伏在牆內的智慧巨人並將其捕獲。但最終在承受巨大的損失後仍未能成功捕獲女巨人，於一日之內即歸返牆內。
第58次牆外調查
於851年，由漢吉團長領導的一次牆外調查，為睽違六年再次進行的瑪利亞之牆外調查。
這次牆外調查中，調查兵團主要有漢吉、里維、艾連、米卡莎、阿爾敏、約翰、柯尼、莎夏和弗洛克9人與其他成員參加。由於此前牆外的巨人大多已被新武器「地獄的處刑人」消滅，此次的調查十分順利的抵達原定目的地瑪雷流放艾爾迪亞人的港口，並且成為牆內百年來首批看到大海的人。

##### 長距離敵人偵測陣式
艾尔文团长所设计，调查兵团牆外調查時前进时的阵形和战术。组成这样的阵形可以大幅地提升存活率。
以五个方向构成的基本阵势，能以看得到前后左右的距离让士兵等距离散开，尽可能扩大搜索和传令的范围。
当搜索小组发现巨人后，會发射信号弹，並连锁传达下去，直到团长知道巨人的位置后，发射绿色信号弹改变整个阵营的前进方向，这样能避免与巨人的直接接触并前往目的地。发现普通巨人发射红色信号弹。发现奇行种或有紧急情况时会发射黑色信号弹。如遇紧急状况会发射紫色信号弹；无法继续作战则会发射黄色信号弹。
这是以不和巨人作战为优先的阵形，基本上巨人在长距离奔跑时耐久力比不上马匹。但因为地形跟障碍物的关系，有时候会有让巨人侵入阵形中的情況。
第57次墙外调查使用此阵形，但遇上女巨人及由女巨人带来的大批巨人，造成阵形右翼崩溃，被迫结束墙外调查。

#### 駐紮兵團
駐紮兵團（Garrison）是牆內的三大兵團之一。軍徽為一對玫瑰與盾牌，負責維護城牆、防禦巨人試圖入侵城牆的軍團，軍團人數是所有兵團當中最多的，與調查兵團相比較為安逸，但遇到巨人侵襲城牆之類的情況還是得必須上前線戰鬥，因此不論是實戰經驗還是戰損率皆僅次於調查兵團。

##### 架構
大多數的畢業新兵都會選擇加入此兵團，因此成為三兵團中人數最多的一個，總兵力約有4萬人。由於巨人多從南方入侵，因此南方最前線（托洛斯特區）駐紮兵團的實力遠超北方的駐紮兵團，菁英部隊也大多配置在南方防止巨人的入侵。兵團是以大約1000人的「聯隊」為基本單位，2-3個聯隊組成「旅團」，2個旅團為「師團」。

#### 憲兵團
憲兵團（Military Police Brigade）是牆內的三大兵團之一。軍徽是獨角獸與盾牌，負責城牆內的治安、消防以及在王室身邊工作的兵團，幾乎不會有機會與巨人戰鬥，沒有折損問題，甚至基本上平常執勤時不會佩戴立體機動裝置（除非進行特別任務時經過批准或者命令下才會佩戴）。主要的任務是管理訓練兵團以及監視駐紮兵團，還有負責消防方面的指揮統馭。除此之外還負責逮捕拘禁政治犯與重大罪犯。憲兵團會優先調查與貴族或王室有關的犯罪行為。因此在性質上跟當初以民主方式成立的調查兵團很容易產生對立。

##### 架構
總人數大約2000名左右，在各個城牆都會配署約200名左右的憲兵。但如要加入的話只限在訓練兵團受訓後的成績前10名訓練兵才能直接加入，又或者在駐紮兵團或調查兵團服役一段時間後申請轉調。雖然總人數才約2000名左右，但是憲兵團還是被賦予師團的稱號。如果再加上歸憲兵團指揮的駐紮兵團，實際可動員兵力大約有5000名。

#### 中央憲兵/對人壓制部隊
雷斯家族直屬的特別兵種，負責進行諜報、情資偵蒐及抹消威脅王政地位之嫌的人物，等同於秘密警察的存在，行動上並不受別的兵團甚至是王政府的干涉，只效忠於牆內真正的統治者雷斯家族；行事隱密低調，連憲兵團團長奈爾也不清楚「那群人」的工作內容。隊徽和普通憲兵一樣為獨角獸。另有在非常時刻才會出動的「對人壓制部隊」，組成成員多為肯尼擔任隊長時的同一批成員，擁有最新技術所開發新式專門用於對人作戰用的對人立體機動裝置。被中央憲兵殺害的人數眾多，從想偷偷挖地道出牆的工人、想乘坐熱氣球去看牆外世界的阿爾敏雙親、發現王政府歷史書籍有問題而提出自己假說的艾爾文父親和與王室偷情的女傭阿爾瑪等人，皆是遭到中央憲兵所殺。
薩克雷和皮克希斯發動政變後中央憲兵被拘捕，對人壓制部隊則在地下教堂的戰鬥中，遭到新里維班突襲，經過戰鬥後減少許多成員，在地下教堂崩塌後除了肯尼隊長以外的成員都已經陣亡。在肯尼也死後，該部隊遭到消滅。

#### 訓練兵團
訓練兵團（Training Corps）為每名新兵接受新兵訓練時的所屬軍團，年滿12歲的男女均可加入，並在受訓期結束正式畢業後，根據自己的意願而選擇到三大軍團之一正式服役。雖其不屬三大軍團，但如遇上巨人入侵牆內等等突發狀況時，其仍可能需要出動戰鬥、支援前線部隊，並能作為實戰訓練用途。其軍徽為一對劍與盾牌。

#### 兵團配備
主要兵器大约设定在现实中的16到18世纪，整体来说是以步兵手持冷兵器进行肉搏战为主。火器方面有長或短版燧發槍等轻型步兵火器（亦有仅做为传递讯息用的信号枪）和滑膛炮（現實來說是屬前拿破崙時代火炮）作為重型火器，有固定式亦有拖曳式，其杀伤力与射击精度在实战中十分有限。因为火器在对抗巨人时的效果非常差，所以仅在某些特殊环境与条件下才具备使用价值。墙内人类曾研发过现代火器與熱氣球，但由于对王室有威胁而停止研发。
在王政府被推翻後，科技不受限制，因此有雷槍及巨人斷頭台的誕生。後在日出國及義勇兵的幫助下，科技大幅度進步，配備也大幅度翻新，擁有栓式步槍、飛船、鐵路、無線電、半自動手槍、手雷等新式配備，但與外面的世界相比軍備仍落後不少。

##### 馬
軍團使用的馬匹，是經過品種改良之後的軍用馬，高度有160公分左右，體重有450～500公斤。其能適應粗食，即使長時間行動也不會反抗，個性溫馴，面對巨人也不會恐慌。
時速最快可達75～80公里，巡邏時的速度也能達到35公里左右。具有強韌的四肢，就算拖著馬車也可以保持一定的速度（時速20公里左右）。
由於馬不會成為巨人的下手目標，使其成為人類可以逃離巨人追趕的唯一方法。
這些馬具有相當高的價值，若換算成金錢的話，大約是一般牆內居民工作一輩子的收入。

##### 信號彈
用於遠距離傳送訊息的工具，常見於壁外調查，發射後會拖曳一條帶有顏色的煙霧；亦有在障礙物（如森林）較多的地方使用的「響爆彈」。
- 紅色信號彈：發現巨人（普通種）。
- 黃色信號彈：無法繼續完成作戰時發射的信號彈。
- 綠色信號彈：調查軍團團長使用，用於決定陣型前進方向。
- 藍色信號彈：結束壁外調查。
- 紫色信號彈：緊急情況時發射的信號彈。
- 黑色信號彈：發現奇行種。
- 響爆彈：利用高分貝的響聲傳送訊息，用於障礙物較多，普通信號彈無法作用的地區（如：巨樹之森）。

##### 立体机动装置
中央宪兵以外的士兵所装备的个人特殊装置。人类想要与巨人对抗，现阶段最有效的手段是利用具有机动力的格斗术，为了达成此目标，这是不可或缺的存在。
装置原型在前传小说中发明，称为“瓦斯装置”，相当简陋，铁制气瓶会漏气，而控制把手和刀柄也尚未合并。在此之前都是骑著马匹在平原上对巨人战斗，至此人类对巨人才开始有实际的反击击杀能力，而后逐渐改良，更名为“立体机动装置”，气瓶亦改为黑金竹材质。装备是圆筒状的本体和固定爪发射器，与灌入了瓦斯的气筒，还有缠绕身体的绑带所构成，附属的剑的手把部分是操作装置。要将这装备用到纯熟，必需要有身体重心的细致移动技术。用腰部的发射机射出固定器，固定在巨人身上或是建筑物上后，再利用高压瓦斯将固定器的缆绳给卷回来使身体高速移动，利用这立体的高速机动力来战斗。气筒内的瓦斯一旦用完就无法作战，所以需要时常补充。因此，在广阔无建筑物（附著物）的平地等地形较不利此装置的使用。
瓦斯的来源是冰爆石，产自寒冷洞穴里的矿石，室温下就会汽化。
剑的刀刃部份是替换式的，在刀鞘里存有备份用的刀刃。为了要切下巨人的坚硬肉体，故将刀身造得轻薄且细长，外观看起来就像是大型美工刀一般，刀刃材质是黑金竹，根部吸收金属成分后长成兼有金属特性的竹子且保留竹子的弹性与重量，缆绳也是用黑金竹的竹叶抽出纤维所编成。黑金竹和装置只能在工业都市加工与制造。
在得知世界的真相以及與外界接觸後，科技變的更先進，戰鬥的對象也從巨人轉變成人類，於是舊式的立體機動裝置被調查兵團升級，可一次性攜帶並發射多發雷槍，也多了手槍/步槍、手雷等火力配備。高機動性使其在城鎮戰以及短時間內的突擊作戰極為強勢，弱點是對方如果有強大火力的話（機槍、制空權）容易被壓制，且因為需要補充瓦斯，所以無法長時間作戰。

##### 對人用立體機動裝置
隸屬中央憲兵團的對人壓制部隊所使用的立體機動裝置，是王政府最新的科技製成。在造型與穿著方式上與一般的立體機動裝置有著不小差異，是用來專門對付人類（調查兵團）而非巨人的立體機動裝置。
只有在背部配上一個瓦斯鋼瓶，卷繩器則配置在雙肩上。固定爪發射器則裝備在手腕上。武器是改良過的銃身交換式散彈槍，在大腿處會配有備用的銃身。固定爪和武器射線會呈現一直線的狀態，弱點是裝彈數少（雙槍內各有一發散彈），重新裝彈需要時間。只要被目標看準換彈機會進攻就會陷入苦戰，因此較適合打偷襲戰。
在得知世界的真相以及與外界接觸後，科技變的更先進，戰鬥的對象也從巨人轉變成人類，於是對人用立體機動裝置被調查兵團升級，雙槍被升級為半自動手槍，槍械亦可拆離對人用立體機動裝置獨立作為手槍使用（手槍造型類似毛瑟C96手槍），也可一次性攜帶並發射多發雷槍。高機動性使其在城鎮戰以及短時間內的突擊作戰極為強勢。弱點是對方如果有強大火力的話（機槍、制空權）容易被壓制，且因為需要補充瓦斯，所以無法長時間作戰。

##### 雷槍
针对铠之巨人的硬化组织所开发的新武器。装在人的两手腕上各一发，一發雷槍長約兩米，重達五公斤，由立体机动装置的扳机进行发射，適合在地形複雜的地方使用（城鎮、巨木之森），利用類火箭方式推進，產生足夠的動能穿透盔甲，在安全插銷拔開後會立即點燃引信引爆，如果不在一定距离外使用，甚至连使用者本身都可能被牵连进去。即使使用風險高，但是爆炸威力強，殺死巨人的效率非常高，因此成為調查兵團主要配備。在得知世界的真相以及與外界接觸後，科技變的更先進，升級後的立體機動裝置的扳机或手槍上，可以裝設多發雷槍，故事中得知似乎一隻手最多可裝上4枚雷槍，由立体机动装置的扳机进行发射或對人立体机动装置的手槍进行发射。

##### 牆上固定砲
大砲在立體機動裝置問世之前，是對付巨人的主要武器，不過因為缺乏機動力，運用在地面作戰極為困難，因此才有固定砲配備在城牆上，改良作為防衛之用，是駐紮軍團防衛巨人的主要武器之一。
在845年瑪利亞之牆遭到突破後，人類剩下的兩道城牆上均鋪上兩條軌道，方便大砲移動，並對機動式大砲改良，和以往的不同的是，它可以砲擊正下方的目標，並加裝了降低反作用力的裝置，但開砲前要先固定砲身。
在軌道上的大砲，砲擊時如果沒有確實固定，整個砲臺可能往後彈飛。有葡萄彈及榴彈等彈藥存在，因為瞄準之後還要加以固定，也降低了它的即效性，對快速移動的巨人命中率低，但若榴彈能準確擊中巨人後頸的話，是能夠將其擊殺的。
奪回瑪利亞之牆後，在850-851年間，瑪利亞之牆上也鋪上兩條軌道。

##### 特定目標控制武器
目的是用來控制特定的巨人而新開發的調查軍團武器。裝載的桶子中事先放有七根鐵筒，筒里裝有捲成螺旋狀，兩端加裝箭頭的鐵絲。鐵絲本身相當堅固，引爆射出之後還能伸縮。 一旦引爆這個裝置，鐵筒兩端會射出箭頭，其中一個箭頭會射向作為目標的巨人，另一個則射入樹幹中，一旦命中巨人，就可以利用鐵絲將樹幹跟巨人鏈結在一起。 無數的箭頭同時朝四面八方發射出去，藉由鐵絲的張力將目標困在原地，使其無法自由活動，便是這個武器的用途。 
調查軍團為了開發這個武器，需要龐大的資金，以絕對會有成果做為條件，獲得出資者高額的投資。因此第57次牆外調查的結果足以左右調查軍團的存亡。

##### 地獄的處刑人
名稱由漢吉命名，由調查兵團研發一種類似打樁機的機器，安裝於托洛斯特區城墻外側。由艾連以巨人硬化能力築成，於其中由士兵吸引巨人走近，再垂直放下巨型懸木柱，攻擊巨人後頸。類似古代的斷頭臺。
可以在無傷亡無消耗的情況下擊殺巨人，還可以無時無刻不停的運作，對牆內人類來說是非常大的突破。此機器運轉了一整年，最終於851年將入侵瑪利亞之牆內的大部分的巨人擊殺。

### 政治

#### 城牆之王（雷斯王）
城牆之王是帕拉迪島的三道城牆內側握有最高統治權的人，在第145代王（初代雷斯王）建立三道城牆並將政權轉移至城牆之內後，直到845年始祖巨人之力被奪走為止，城牆之王皆由雷斯家族中握有始祖巨人之力的人擔任，並另立一個沒有實權的傀儡弗利茲王掩人耳目。握有始祖巨人之力的城牆之王因為能夠竄改艾爾迪亞人的記憶甚至身體結構，對於以艾爾迪亞人為主體的牆內有絕對的統治力。
845年瑪麗亞之牆淪陷當日，城牆之王弗麗達和大部分雷斯家族的子嗣皆被古利夏所殺，其巨人之力也被奪走。雷斯家族家主羅德為了避免情勢失控，對中央憲兵隱瞞了此事，並於845-850年短暫掌權。
三大軍團發動政變推翻王政府後，擁立雷斯家族僅存的後裔希絲特莉亞繼任城牆之王。此時的城牆之王已經成為了虛位元首，雖仍是城牆內側的最高代表，但實權則掌握在以大總統薩克雷為首的軍政府手上。

##### 雷斯家族
城墙内的实际统治者，是中央憲兵唯一的效忠對象。掌握巨人之力及人类几乎灭绝前的历史，家族中巨人之力的继承者拥有篡改大部分人记忆的能力。根据罗德·雷斯所述，其家族继承能力及记忆方法是由接任者注射药物，变成巨人，并咬碎上一人继承人的脊骨，吸取髓液而得。据肯尼∙阿卡曼的祖父所述，雷斯家族的理想统治方式，是改写全人类的记忆，根除历史，实现完全统治。但由于少数民族不受记忆修改能力影响，因此以貴族地位換取他們保守世界的秘密。绝大部分人选择顺从，除了东洋族和阿卡曼家族。使用中央憲兵剷除異己，以維護牆內的和平及王政府的統治。
後來始祖巨人之力被古利夏奪走並且慘遭滅門屠殺，唯一活下來的家主羅德為了保全政權而對中央憲兵隱瞞此事。意圖秘密將僅存的唯一血脈私生女希絲特莉亞接回王室，卻被肯尼率領的中央憲兵跟蹤發現此事並為了掩蓋王室醜聞而意圖殺害希絲特莉亞母女二人，羅德為了讓中央憲兵罷手而讓希絲特利亞改名克里斯塔並發配邊疆充軍才得以保住其性命。
五年後城牆再度被入侵，羅德只好將始祖巨人被奪一事告知中央憲兵。本來意圖透過憲兵團平和的取得擁有始祖巨人之力的艾連，但此意圖不僅失敗，還意外讓調查兵團得知部分城牆的真相，因此決定動用中央憲兵。為了從調查兵團手上奪回始祖巨人之力並掩蓋城牆的真相，宣布調查兵團為非法組織並透過憲兵團將其大部分成員逮捕，並直接出動對人壓制部隊奪取艾連及希絲特莉亞。後來王政府被三大軍團發動政變推翻，中央憲兵也被拘捕。最後羅德讓希絲特莉亞繼承始祖巨人的意圖失敗後，於絕望之際將自己變成巨人，最終被希絲特莉亞親手斬殺。
目前僅存後裔為現任女王希絲特莉亞·雷斯及其在結局出生的女兒。牆外的最後一位王族成員則是吉克·葉卡，在天與地之戰自願被利維殺死，結束被艾連束縛為啟動始祖之力的媒介，讓世界剩下兩成的人類免於一死。

#### 王政府
檯面上的國王是雷斯家族為掩人耳目而扶植的傀儡弗利茲王，完全沒有任何權力，國家大事由中央政府高層、壁教，以及貴族們商討決定。實際統治者是城牆之王，也就是偽裝成一般地方貴族的雷斯家族。由憲兵團負責維護牆內秩序及其統治。
後來與調查兵團展開一系列衝突，一度逮捕大部分調查兵團成員取得優勢。直到後來貝爾克報社與利布斯商會倒戈調查兵團，又被巨人入侵羅塞之牆的假消息所騙，而下令關閉席娜之牆大門以防止難民推翻王政府，其為了保住政權而寧願犧牲人類的作為，遭到三大軍團及其最高統帥薩克雷總統共同反對而被推翻。

#### 軍政府
於王政府審問艾爾文時，薩克雷與皮克西斯聯手發動政變成功，王都及所有行政區皆落入薩克雷之手。在推翻政權後，大量清洗過去與王政府和貴族相關的人員。扶植擁有真正王室血統且民望高的希絲特莉亞為女王以獲得民意支持，雖然名義上希絲特莉亞是女王，但實質上薩克雷才是帕拉迪島的實際掌權者，並由三大軍團聯合掌政。
期望新生艾爾迪亞國與外界和平共處，但也知道情況並不樂觀。雖有義勇兵和瑪雷俘虜的協助，但基本上不信任他們。同時，由於艾連擅自開戰，引發了雷貝里歐收容區之戰，認為艾連可能受到吉克·葉卡的控制，有另找他人繼承艾連巨人之力的想法。由於關押幫助帕拉迪島擊敗瑪雷的艾連，使民眾對其十分不滿，原先支持調查兵團的利布斯商會及貝爾克報社也開始對其有不滿及疑慮，葉卡派和義勇兵也因此與其敵對。
後來葉卡派和義勇兵聯合發動政變，在炸死了薩克雷後以參雜吉克脊髓液的紅酒挾持並控制了軍政府的高層軍官，後來兵團高層軍官幾乎全部在吉克的吼叫下被變成巨人，軍政府的指揮體系陷入混亂。
而後葉卡派迅速控制了陷入權力真空的帕拉迪島，並將失去吉克力量以及利用價值的義勇兵以叛國為罪名逮捕，至此葉卡派完全控制了帕拉迪島的政權。
掌權後的葉卡派以極端民族主義獲取大部分民眾和士兵的支持並大行恐怖統治，以革命之名批鬥和清算政敵，不服從葉卡派的人會被殺害。
在854~857年間，艾爾迪亞為了防範島外世界對於地鳴的報復而重組軍隊，建立了「艾爾迪亞國軍」，並著重於增強軍備對抗外敵。

#### 葉卡派
葉卡派（Yeagerist）是艾爾迪亞帝國勢力當中，主張對世界開戰的鷹派，為帕拉迪島的極端民族主義組織，領袖為艾連·葉卡，創始核心成員為弗洛克、路易潔、維姆和賀爾迦四人，並由上百名調查兵團成員組成，主要是第109期訓練兵團士兵及參與了雷貝利歐收容區一戰的調查兵團新兵，並在對外洩漏雷貝利歐之役的情報後，其理念得到不少其他兵團成員和牆內百姓支持。
其成員相當仇視帕拉迪島外的大陸人，尤其格外憎恨瑪雷，認為艾爾迪亞人是遭受瑪雷政權迫害的受害者，意圖復興艾爾迪亞帝國，並堅信以一人之力擊潰瑪雷軍的艾連·葉卡才是拯救艾爾迪亞的救世主，也認為牆內的軍政府極為軟弱，對於來自世界各國的敵意只想做無意義的和談，使得葉卡派決心為保家衛國只得使出較激進、強硬的手段達成目的，也讓雙方理念不合後逐漸對立。
後與軍政府完全決裂的導火線則是軍團高層在無任何告知的情況下意圖尋找可信賴的人取代不受控的艾連並奪取、繼承其始祖巨人之力，因而派人遣俘在軍團內部，並發動暗殺、政變，薩克雷總統亦是被其暗算所殺，也被漢吉、奈爾等軍團高層視為叛軍，並被軍政府正式命名為葉卡派，與調查兵團、駐紮兵團以及憲兵團等軍政府人員處於敵對狀態。
為了奪權並讓艾連與吉克接觸以發動始祖巨人之力，曾與義勇兵成員短暫結盟，並使用參雜吉克脊髓液的大量紅酒控制住多位軍政府高層人員，也成功獲取到正由里維兵長親自監視的吉克所在位置，爾後瑪雷派遣航空部隊突擊希干希納區，葉卡派上前應戰(多數人為新兵)卻損失慘重，最後以釋放反對開戰的鴿派（米卡莎、阿爾敏...等老兵）成員為條件，才免於遭到瑪雷軍殲滅，但也爭取到時間成功讓艾連與吉克接觸並發動地鳴。帕拉迪島勢力在希干希納區與瑪雷軍的戰鬥結束並掩護發動地鳴以及清除由眾多原軍政府高層變身的純潔巨人後，葉卡派主要成員在決策上已無政敵，在帕拉迪島勢力陷入權力真空的情況下將軍權完全掌握，並隨後立即與一同發動兵變的義勇兵成員撕破臉，將其安樂死計畫視為是「背叛艾爾迪亞的行為」而以叛國罪將其大部分成員逮捕。掌權後倚靠大部份群眾及眾多葉卡派士兵的支持，以極端民族主義、革命之名實行一連串恐怖統治，政權實際上成為了軍國主義政權。葉卡派逐漸清除潛在對立勢力（反抗的義勇兵、亞茲瑪比特護衛、鴿派成員等），決心已殲滅除帕拉迪島外的所有人類，重建新生艾爾迪亞帝國的唯一目標。而凡是只要認同葉卡派理念的人就會受到厚待並保證其人身安全，其甚至要求同盟希茲爾國成為艾爾迪亞的附屬國，若反對者則遭會遭到批鬥甚至槍決處置。葉卡派在發現鴿派成員可能與瑪雷部分勢力合作試圖阻止地鳴後，部份成員為了維持地鳴的運作而決定佔領港口並挟持了希茲爾國的東洋人奇優宓，同一時間葉卡派的島內領導者弗洛克識破了阿爾敏等人的背叛，與雙雙反對發動地鳴的調查兵團、瑪雷組成的聯軍在港口交戰後，葉卡派被擊退，鴿派成員則搭乘飛行船離開帕拉迪島前往瑪雷大陸阻止地鳴。戰鬥中墜海但仍生還的弗洛克打算破壞飛船意圖做最後一搏，卻遭米卡莎阻止並殺害。
在「天與地之戰」結束後，葉卡派散撥的理念逐漸擴大到全島，並獲得廣大民眾支持，因此葉卡派的支持者掌握著艾爾迪亞帝國的軍政大權，並日漸加強軍備，以防止大海對岸的人展開報復，帕拉迪島勢力因此真正地成為了一個集民粹主義和軍國主義於一體的國家。
857年組成軍隊後的軍徽為一枚盾牌、白色羽翼和兩把軍用獵槍。

### 宗教

#### 壁教（城牆教）
在牆内地區進行傳教活动的宗教组織。崇拜保護人類生存的三道城牆並將其神化，神職者及教徒在脖子上掛著附有三道牆徽章的項鍊。
對巨人的威脅始终保持遵守教条的保守思想，主张墙的不可侵犯与保存。反对墙上的强化工程以及全面封閉大門，因此與強化牆上防禦工事的駐紮兵團已及主張全面關閉大門的商會代表發生衝突。自845年以前就已經在傳教，但當時並無人願意傾聽，直到瑪利亞之牆遭破壞後，信徒开始迅速增加，在内政上也拥有某种程度的发言权。不过，在普通民众之间也有人主张极端并应和其保持距离。
知晓墙内都是巨人的秘密，而且抵死也不愿透露。当调查兵团和女巨人战斗时，墙中的巨人因砖块剥落而现身，神父立刻命令调查兵团修补城墙，以防巨人照射到光线。另一方面，墙的秘密并不是只有教团知情，组织将此秘密托付给雷斯家族，只要是那家族的人便可以公开。汉吉推测无法说出的理由比人类灭亡还要重要。
由於壁教高層與王政府的高層官員串通扶植偽王以及隱瞞城牆的秘密，最終遭到軍政府的清洗。

### 資源
島上豐富的資源，包含石化燃料，以及透過巨人之力創造的異種礦物（冰爆石、發光石），以及特殊植物黑金竹都是瑪雷、希茲爾，甚至是其他國家垂涎的目標。

#### 發光石
由巨人之力產生。發光石於雷斯家族原本的地下教堂中的庞大空间开采，不会消耗，能昼夜不断提供照明。发放于民众使用后，拿來當成電燈使用，提高人民生产力，後被調查兵團拿來當成手電筒使用，取代火把成為其夜行的照明配備。

#### 冰爆石
冰爆石是會燃燒的石頭，產自寒冷洞穴裡的礦石，一旦放置在室溫下會直接汽化，可拿來當作立體機動裝置和飛機的燃料。具有非常高的經濟價值，被希茲爾國視為是國家復興的希望而意圖獨佔冰爆石的貿易，是其願意涉險幫助帕拉迪島發展的主要原因。

#### 黑金竹
黑金竹是一種竹子，根部吸收大量金屬元素而導致其具有金屬特性，但同時保有竹子的彈性與重量。十分堅硬，可切開一般斧頭和刀都無法切開的堅硬巨人皮膚甚至是骨骼。十分輕便，一般人都能輕鬆使用。立體機動裝置、立體機動裝置專用繩索和砍殺巨人用的刀都是由黑金竹製成。

#### 超硬质钢铁
只有在工业都市才有生产的钢材。兼具强韧与柔软的特性，足以砍断巨人的肉质，是目前唯一可用的素材。锻造出来的刀经过特殊制法产生一道称为“半刃刀身”的折痕，是广为人知的对付巨人的武器。
要精制“超硬质钢铁”必须用到工业都市当中的高炉，所以只能够在工业都市里制造。
此外，在锻造超硬质钢铁时必须加入多种微量的稀有金属，其中的素材跟比例在工业都市内部是极为机密的情报。

### 科技
在與世界隔絕的情況下，艾爾迪亞的人民基本上不知外界的情形，科技發展也被限制，因此整整落後外界一百年，但也因應巨人的威脅，發展出一套與世界各國不一樣的科技。如：立體機動裝置和雷槍。
瑪麗亞之牆奪還戰結束後，儘管透過義勇兵及瑪雷俘虜、還有從希茲爾國得到新的科技（鐵路、飛船、新型武器、無線電）並建造了港口，甚至在希茲爾國的協助下造出了世界第一架以冰爆石作為燃料的飛機，但畢竟尚沒有足夠的工業基礎維繫住這些新科技，因此新生的艾爾迪亞國也面臨了轉捩點。

### 經濟
一百多年來的王政府統治下沒有發生大規模社會動盪，因此商業得以穩定發展。雖有貧富差距，但不至於嚴重到破壞社會穩定的程度。貴族和商會對經濟有非常大的影響力。

#### 商會
在民間從事商業活動以及負責兵團伙食的組織，除了在政治和經濟方面有不少影響外，為了期望將來的領土復甦、在軍事方面也有所深入。另外，會獨立印刷報紙發送訊息，不少商會之商人會倚強欺弱。
- 利布斯商會(Reeves Company)

主要活動範圍在托洛斯特區，是對該區經濟影響最大的商會，負責提供鎮守托洛斯特區士兵的糧食與武器。曾認為出資者最大，士兵都必須聽商會的，自己的貨物比起居民更重要，受米卡莎威脅而改變作法。
即使在巨人入侵後，仍然死守托洛斯特區不肯離去，穩定了該區的經濟。後來在中央憲兵脅迫下與其合作，試圖擄獲艾連和希絲特莉亞失敗後反被調查兵團擄獲。會長迪墨最後決定倒戈，與調查兵團合作推翻王政府，並使計擄獲薩內斯和拉爾夫兩名中央憲兵給調查兵團。其背叛後來被識破，會長迪墨被肯尼所殺。其子弗雷格爾一度對於調查兵團信心全失，在漢吉的鼓勵下才重拾信心。從憲兵團得知真相的托洛斯特區居民十分感激利布斯商會和調查兵團，弗雷格爾在民眾支持下正式繼位為利布斯商會會長，並說服報社將事實寫成報導散佈出去。最終調查兵團政變成功，利布斯商會重返托洛斯特區。
與調查兵團合作，在里維的交易前提下遵守以下三點：1.必須與調查兵團站同一陣線 2.必須完全相信調查兵團 3.今後利布斯商會所弄到的珍稀食材與奢侈品（例如紅茶）必須優先提供給調查兵團。
於瑪利亞之牆奪還戰前提供肉給調查兵團並在前夕於城牆下為調查兵團加油。
瑪利亞之牆內的巨人被清除後，與軍團合作負責希干希納區的重建工作。後來由於軍團私自下令所有居民撤離希干希納區以及關押艾連，與調查兵團關係良好的利布斯商會對其開始產生疑慮。
- 馬連商會(Marleen Company)

於外傳《Lost Girls》被提及，七年前會長漢斯·葛歐洛格突然去世，由艾略特·君貝爾克·史特拉特曼接任會長一職。
主要與瑪利亞之牆的商人貿易，收購貨品後在席納之牆倒賣，並賺取當中的巨大差額。但在845年，瑪利亞之牆被破壞，商會失去了貨源，導致生意萎縮，最終只剩下載客馬車的業務。
- 蘭格商會(Lang Company)

於外傳《無悔的選擇》被提及，為提供物資給憲兵團的商會，且與議員尼可拉斯·羅沃夫勾結貪汙。

### 社會
王政府時期社會大致穩定，雖有貧富差距但不至於嚴重到破壞社會穩定的程度。擁有較高社會地位的人大多住在內地（席娜之牆內），社會地位較低的人則多住在羅塞之牆或瑪利亞之牆內。兵團當中則以憲兵團地位和待遇最高，是許多人的志願兵種。駐紮兵團和調查兵團地位不高，常被批評是在浪費納稅人的稅金。另外，貴族、商會，和壁教也都是地方社會上有影響力的人物。
瑪利亞之牆淪陷後，三分之一的人成為難民，即使難民被命令去開墾荒地，糧食仍嚴重不足，此情況直到王政府下令占總人口2成約二十五萬名難民，參加第一次瑪利亞之牆奪還戰並幾乎全軍覆沒後，糧食問題才稍有緩解。後來艾爾文以此主張，如果不儘速奪回瑪利亞之牆，拓展人類領土的話，陷入糧荒的難民必然會發動抗爭推翻王政府。這也導致後來王政府高層在收到羅塞之牆淪陷的消息時，下令將席娜之牆大門關閉拒絕難民進入。
三大軍團發動政變推翻王政府後，揭發王政府真相的調查兵團社會地位大增，也開始受到商會和民眾的支持。瑪利亞之牆奪還戰後，人類領土大增，糧荒問題也基本獲得解決。
由於百年來受到瑪雷單方面入侵，因此島內民眾十分仇視瑪雷，民族主義開始崛起。雷貝利歐收容區之戰獲勝後，民族主義愈加興盛。在軍政府關押艾倫的消息傳開後引發嚴重的抗爭，支持民族英雄艾連的呼聲高漲，連帶也使得葉卡派獲得民眾的支持。

#### 貴族
大多由無法被始祖巨人竄改記憶的少數民族構成，城牆之王為了維護牆內的統治，以貴族的地位作為交換，要求這些人保密世界的真相。
貴族在羅塞之牆和席娜之牆內側擁有廣袤的領地，王政府時期在政治、社會和經濟上都有極高的影響力。

#### 貝爾克報社
位於史托黑斯區，現任所長為羅伊。與憲兵團關係良好，為了求取安穩，其報紙撰寫內容立場大多偏向王政府，配合憲兵團撰寫假新聞將殺人案嫁禍給調查兵團。後來漢吉登門拜訪並將實情告知報社希望報社能將真相公諸於眾，在現實與理想的衝突下最終決定協助調查兵團將事實公諸於眾，促成了王政府的垮台。
瑪利亞之牆奪還戰後配合軍政府公開世界的真相，稱讚調查兵團公開真相的決定。後來軍政府關押艾倫的消息傳開後，加上漢吉轉變態度不願意公布真相，對調查兵團開始產生疑慮。

### 文化
不像現代人每天洗澡，把體臭當成一種文化。

### 體育
沒有近代類運動，但是有投擲大車輪或是像把馬蹄鐵丟向目標等等的運動。

### 地理

#### 地形
城墙内人类的活动区域中，并没有海水，但富含矿物和天然瓦斯等资源。另外，人类活动区域的中心标高比较高，因此河川会由中心向外流，利用運河搭船來往是很常見的交通方式。
拥有三道高墙的帕拉迪岛，实际是位于瑪雷大陸東北方的岛屿。瑪雷在島嶼南方建造的港口附近為沙岸地形。

#### 氣候
四季氣候差異不分明，但多少還是有四季差異，冬天時會下雪，夏天則不會超過30度。雖然巨人較少入侵城牆的北方，但由於城牆北方更為寒冷，人口並沒有比南方多。

## 瑪雷帝國

### 歷史
瑪雷帝國（Marley Empire）為進擊的巨人世界裡面的一個軍國主義的超級大國，同時也是一個有兩千年歷史的古國。人种方面，外貌和語言和艾爾迪亞人一樣但文字不同，擁有文明程度卻比島内發達，兩者能夠混血，但生下的孩子都屬於艾爾迪亞民族。是牆外人類中最占政治影響力的民族。最明顯的習慣就是稱呼艾爾迪亞人（尤其是帕拉迪島人民）為犯下大罪的“尤米爾的子民”，為分散的艾爾迪亞民族建立集中區收留，用牆壁限制其活動和管理挑選“瑪雷戰士”。違反瑪雷規定的後果除了思想接受作為犯錯子民反省外，很有可能被迫變為純潔巨人並流放到瑪雷稱為“樂園”的帕拉迪島或當作戰爭中的“炮灰”、“抛棄物”使用。在巨人大戰之前，曾經遭到艾爾迪亞帝國侵犯而滅亡。然而瑪雷的人民在經過了約1700年終於在百年前的巨人大戰得到機會，成功掌握九大巨人當中的七個，在145代弗利茲王的刻意主導下，並在戴巴家族和虛構英雄荷洛斯的帶領之下，終於打敗了艾爾迪亞帝國而成功復國。由於被世界上其他國家認為是成功打敗了大地惡魔-巨人的國度，也被稱為「英雄之國」。
然而，之後在一百年間，因為反過來利用巨人的力量，對外不斷進行擴張政策，因此與世界上多數的國家處在交惡狀態。對內，則對艾爾迪亞人實行高壓政策，將艾爾迪亞人集中於雷貝里歐收容區，並且不論男女老幼，統一需要配戴臂章以供識別（持有巨人之力者的臂章與其他人不同）。並將艾爾迪亞人視為武器使用，包括讓艾爾迪亞人在戰場上在最前線的位置，並且恣意將艾爾迪亞人變為純潔巨人用以對付敵人。對於反抗瑪雷帝國的艾爾迪亞人（大則像是組織崇拜始祖尤米爾的宗教，加入艾爾迪亞復權派；小至未經許可擅自離開雷貝里歐收容區，或是外出沒有配戴象徵艾爾迪亞人身分的臂章），則是將他們帶到帕拉迪島進行流放，並變為純潔巨人。
由於過度依賴巨人之力，以致於科技發展及不上其他國家。又因為預見未來石化燃料的趨勢和潛力，因此打算侵略帕拉迪島奪取始祖巨人之力，同時藉以開採石化燃料，因而有超大型巨人摧毀瑪利亞之牆的事件。在瑪利亞之牆奪還戰中戰敗後，因為在帕拉迪島失去了超大型巨人和女巨人，因此和一向交惡的中東聯合軍進行了長達四年的戰爭，在此戰之後，世界各國因為瞭解到巨人的時代已經過去，同時瑪雷又因為100年來的過度擴張，因此瑪雷帝國正處在滅亡的邊緣。

### 戴巴家族
戴巴家族為瑪雷帝國的貴族，其家族成員世代掌管著戰槌巨人。根據瑪雷歷史記載是最早反叛艾爾迪亞帝國的九大巨人，協助荷洛斯及其他國家擊敗始祖巨人迫使第145代王將首都遷移至帕拉迪島。因此雖然身為艾爾迪亞人，卻在瑪雷帝國和世界各國中有舉足輕重的地位，在國際上有強大的號召力，與世界各國的政要皆十分要好，在重大國際議題上始終保持中立。
事實上荷洛斯僅是虛構人物，戴巴家族也從未擊敗始祖巨人。而是第145代王自身厭倦戰鬥並主動遷移至帕拉迪島，因此戴巴家族和第145代王合作向世人演出了一齣戴巴家族和荷洛斯聯手擊敗始祖巨人的戲碼。戴巴家族也是瑪雷的幕後統治者，但100年來坐視者著瑪雷歧視艾爾迪亞人和濫用巨人之力向外擴張。直到854年瑪雷和中東聯合的戰爭結束後，意識到瑪雷國勢已然搖搖欲墜，若是再坐視不管將導致瑪雷人和艾爾迪亞人皆走向失敗的結局。因此家主威利主動向馬迦特提出合作，故意讓瑪雷高層在雷貝里歐收容區之戰中陣亡讓馬迦特得以控制軍隊，而馬迦特則主導軍隊改革並確保戴巴家族的利益。
威利邀請世界各國大使和政要前往雷貝里歐收容區聽取演講，在演講中說出了戴巴家族和第145代王合作的真相。同時指責帕拉迪島是破壞世界和平的源頭，煽動世界各國對帕拉迪島的仇恨轉移各國對瑪雷的仇視，避免各國對當前科技落後的瑪雷發動攻擊。在向帕拉迪島正式宣戰的同時艾連變身成巨人擊斃威利，並攻擊瑪雷的高層軍官和各國大使。威利之妹變成戰槌巨人和艾連交戰，最終戰敗導致戰槌巨人被艾連奪走。

### 瑪雷帝國軍
大部分由瑪雷和艾爾迪亞人組成，當中也有部分少數民族（義勇兵）。陸軍總計50個師共有100萬的常備軍，海軍由21艘軍艦組成一個主艦隊，總計有三支主艦隊，航空部隊則是瑪雷目前大力發展的軍事科技，目前有數艘軍用飛艇。掌握了眾多的巨人科技，並將其大規模運用在戰場上，巨人之力使瑪雷帝國軍100年來幾乎戰無不勝。其轄下單位艾爾迪亞戰士隊是瑪雷向外擴張的主力軍隊，但軍隊中大部分瑪雷人仍然敵視艾爾迪亞人。
最初瑪雷只吸收純種瑪雷人進入部隊，但由於部队經常参與戰爭或巨人科技生化武器實驗失败的善後工作和处理巨人失控事故的救援任务，死亡率极高，不少队员在看到相貌恐怖的巨人撕碎队友的血腥一幕之后，甚至出现了精神错乱的症状，因此瑪雷不得不采用征兵制吸收艾尔迪亚人以及雇佣兵和拥有极度暴力倾向的罪犯来構築这支防御国土的部隊。主要职责是在巨人科技生化武器泄漏时候，拯救生還者及消滅巨人。
大規模的對外擴張導致瑪雷與世界各國交惡，由於過度倚賴巨人之力，軍事科技逐漸落後給其他國家。在與中東聯合的戰爭中，因主要戰場都在海上，巨人無法在海上使用，使用老舊艦艇的瑪雷海軍，艦隊損失大半，有艾爾迪亞戰士隊協助的陸軍也只是慘勝。此戰過後，瑪雷帝國軍決定不再倚賴巨人之力，並且爭取時間全力發展軍事科技。
在雷貝利歐收容區之戰中慘敗給調查兵團，軍隊高層亦遭全滅，因此由馬迦特掌握軍權，並且開始改革逐漸腐朽的瑪雷帝國軍。戰後號召世界各國合組世界聯合軍，準備對帕拉迪島展開焦土作戰。
在萊納的提議下，沒有等待世界聯合軍集結完成就先一步對帕拉迪島展開突擊，意圖阻止地鳴。但艾連在死前最後一刻發動地鳴，大部分的瑪雷軍人也被吉克操縱的純潔巨人所殺，殘餘的瑪雷軍隊乘坐飛艇逃回瑪雷，瑪雷戰士和馬迦特則留在帕拉迪島，為了阻止地鳴與調查兵團結盟。

#### 瑪雷部隊
瑪雷人通常在部隊中擔任要職，如軍官的階級，或是操作重型的武器。採取募兵制，由於過度倚賴巨人之力而日漸腐朽，馬迦特掌握軍權後主導改革，並試圖恢復對瑪雷人的徵兵制。

##### 戰車小隊
戰車小隊（Panzer Unit）是在皮克變為車力巨人形態，並且裝備裝甲時，在車力巨人上操作重型武器的小隊。已知成員五人，雖然為瑪雷人，但是對於身為艾爾迪亞人的皮克極為仰慕，並且對皮克言聽計從。
在艾連襲擊會場之前，帕拉迪島的間諜曾設計囚禁皮克和波爾柯，皮克因為在路上遇到戰車小隊，而偷偷留下訊息給他們，也因此在短時間內就救出被囚禁的兩人。在戰鬥中卡爾洛被莎夏持步槍狙擊而死，剩餘的三人則被調查兵團從重型武器死角的圍攻下，慘被殲滅。

##### 調查船隊
在瑪利亞奪回戰失敗後，忙於跟中東交戰的瑪雷為了調查帕拉廸島的虛實，連續四年派遣船隊共32艘軍艦前往調查帕拉廸島，但船隊先後被艾連的巨人、阿爾敏的超大型巨人和潛伏在瑪雷船隊的「反瑪雷義勇軍」所俘虜，其中第一批調查船隊隊長遭義勇軍領袖-伊雷娜槍殺。四年內共有4600人被送往帕拉迪島調查。被俘虜的瑪雷士兵出於伊雷娜的關係並沒被艾爾迪亞軍政府殺害，軍政府依照瑪雷士兵能力分配工作給他們，並給予他們一定程度的自由。但也因此使得混有吉克脊髓液的紅酒被帶進瑪雷人工作的餐廳，並被軍團高層喝下（憲兵團高層、駐紮兵團高層以及部分調查兵團菁英成員）。隨後跟隨伊雷娜支持“葉卡派”，在軍政府發動政變把軍團高層全部控制，還把鴿派成員（阿爾敏、漢吉）囚禁。其中格里茲由於言語侮辱莎夏被伊雷娜當眾槍決。一名成員也在地鳴發生後因不服從葉卡派而遭弗洛克槍決。

#### 戰士隊
戰士隊（Warrior Unit）以在瑪雷定居的艾爾迪亞人組成，向瑪雷宣示為了過去艾爾迪亞迫害世界的惡行贖罪而效忠瑪雷，以期能換取榮譽瑪雷人的地位。由馬迦特擔任隊長並負責戰士隊的軍事訓練，受瑪雷陸軍指揮，聽命於瑪雷軍官的命令。大多擔任下級士兵或敢死隊成員等瑪雷人不願從事的工作，除了負責衝鋒和工事挖掘之外，持有九大巨人之力的戰士也被作為強力的武器使用。必要時戰士隊的成員甚至會被轉化為純潔巨人，作為殺戮兵器使用。為瑪雷的擴張立下了不少功勞，但被大部分瑪雷人視為是理所當然，仍然飽受瑪雷人的歧視。名為戰士，實為奴隸，在戰前會遭到瑪雷的思想檢查。而反抗瑪雷的艾爾迪亞人則會被變成純潔巨人，送往樂園（帕拉迪島）服無期徒刑，或在戰爭時會被從飛船丟下，被迫變成純潔巨人當成轟炸敵軍的炸彈使用。
後來瑪雷的過度擴張引致世界各國的不滿，瑪雷為了緩解自身國際壓力而將責任歸咎於艾爾迪亞人。結果戰士隊欲向瑪雷效忠以獲取世界原諒的行為，反而導致世界各國對艾爾迪亞人的憎恨高漲，也因此被中東聯合軍稱為齷齪的惡魔，對艾爾迪亞人的憎恨度遠比瑪雷人要高出不少。

##### 戰士
被瑪雷帝國選中繼承六大巨人之力的艾爾迪亞戰士候補生，統稱瑪雷戰士，階級類似於艾爾迪亞帝國的士兵。成功成為瑪雷戰士的艾爾迪亞人會被賦予榮譽瑪雷人的稱號，之後該戰士家族皆能享有瑪雷帝國的福利及國家的照顧。雖說如此實際上是以戰士們的家人為人質以防戰士們叛變，瑪雷戰士大部分時間都必須在最前線使用巨人之力幫助瑪雷軍對抗各個敵國，只有少數時間能回到收容區與家人見面。
在845年由瑪雷帝國的四位戰士參加始祖巨人搶奪戰，但於850年宣告失敗並損失兩位巨人之力。
於854年因瑪雷戰士長吉克·葉卡叛變因此改為副戰士長萊納·布朗接任戰士長一職。

##### 戰士候補生
於艾爾迪亞戰士隊眾多成員中經過嚴格軍事訓練挑選出來的成員。軍隊會對戰士候補生進行嚴格的軍事訓練並進行各項測試，受軍隊認可的人將能夠繼承巨人之力成為瑪雷戰士。但軍隊挑選戰士的標準並不固定，除了各項軍事測驗分數外，展現對瑪雷的忠誠度也是軍隊考量戰士人選的重要標準之一。
近年來瑪雷偏好讓從小就接受軍事訓練的年幼小孩成為戰士候補生並成為戰士，因為從小就接受軍訓的小孩成為戰士後能更加發揮出巨人之力的力量，對瑪雷也更加忠誠。與戰士們關係非常親近，時常會受到戰士們的特別照顧。雖然戰時也會上戰場，但瑪雷並不會讓耗費巨資從小訓練的戰士候補生跟其他艾爾迪亞戰士隊成員一樣冒死衝鋒。

#### 瑪雷海軍
海軍由21艘軍艦組成一個主艦隊，總計有三支主艦隊。在與中東聯合長達4年的戰爭中雖然在船艦上擁有數量優勢卻因為科技落後於中東聯合艦隊導致瑪雷艦隊損失大半仍無法擁有制海權。另外曾在851-854年間陸續派遣32艘巡洋艦至帕拉迪島調查敵情，但卻全軍覆沒。雷貝里歐收容區之戰期間瑪雷艦隊意圖停靠軍港運送援兵支援作戰，但阿爾敏使用超大型巨人之力炸毀了瑪雷的軍港和艦隊，導致其短期內無法針對帕拉迪島做出大規模攻勢。
和世界各國組成世界聯合艦隊阻止地鳴，但在大陸近海遭到泳渡過海的超大型巨人殲滅。

#### 巨人化學研究學會
巨人化學研究學會（Titan Biology Research Society），是隸屬於瑪雷帝國軍乃至艾爾迪亞戰士隊之下的科研組織，主要負責研究「尤米爾的子民」與巨人之間的一切關係，包括巨人力量的形成過程和源頭，甚至為軍隊開發不同種類的巨人藥劑，便於擴充針對艾爾迪亞戰士隊的戰力。
已知當時「野獸巨人」繼承者——湯姆‧庫沙瓦是研究學會裡的成員之一，任期期間得到了許多研究成果，例如每一個「尤米爾的子民」都為始祖巨人的一部分，並由「道路」產生連接，甚至始祖巨人能夠修改「尤米爾的子民」的身體構造等學說，繼而啟發吉克‧葉卡的「安樂死計劃」。

#### 軍服
瑪雷軍主要配備現實世界中第一次世界大戰中的武器與裝備。
艾爾迪亞士兵穿著黑色作戰靴，淺褐色作戰服，每人身上掛著子彈帶，與象徵艾爾迪亞人的臂章。所有小隊和指揮官佩戴有布洛迪鋼盔，作戰服佩戴部隊臂章，頭盔側面印有部隊徽章。在進行生化作戰時所有部隊配帶盒子防毒面具（自吸式長管呼吸器）。部隊總司令與副官攜帶MK II型號望遠鏡，此望遠鏡是英軍在第二次世界大戰期間分發給海岸警衛部隊的裝備。瑪雷軍中的瑪雷人，則配戴德式鋼盔。
此外瑪雷治安局經常要面對高威脅的作戰任務，他們也配備有軍隊級別的裝備。隊員穿著黑色作戰靴，白色軍褲，白色英軍大衣，白色軍帽。黑色領帶與皮帶。而在動畫中，瑪雷治安局士兵穿著現實世界中美軍（南北戰爭時期的聯邦軍）的純藍色的作戰服，當時約為820-830年代左右。頭上是藍色大檐帽，著黑色軍靴，作戰背心上繫有腰帶和彈藥盒的背帶。

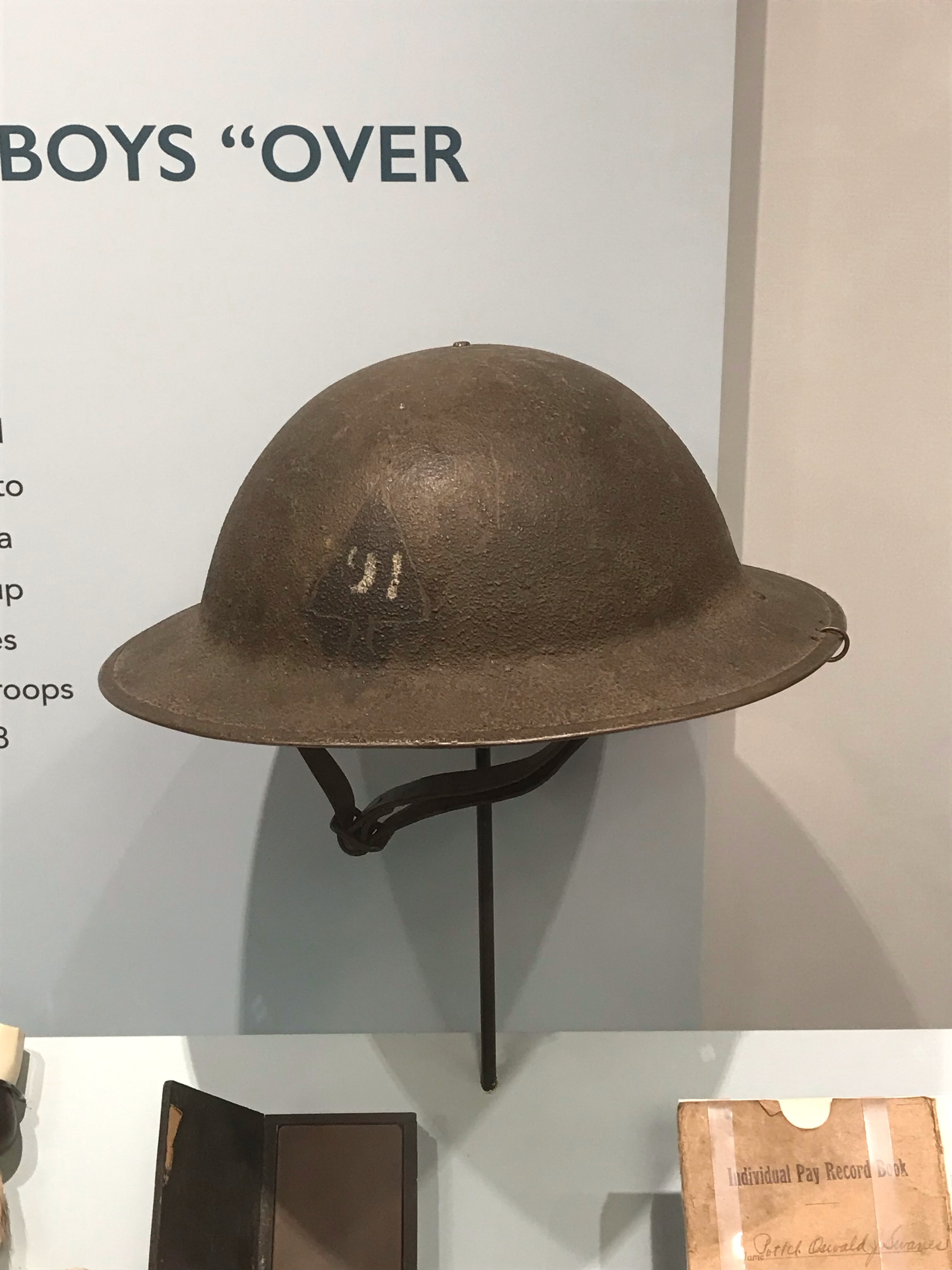
M1917布洛迪鋼盔
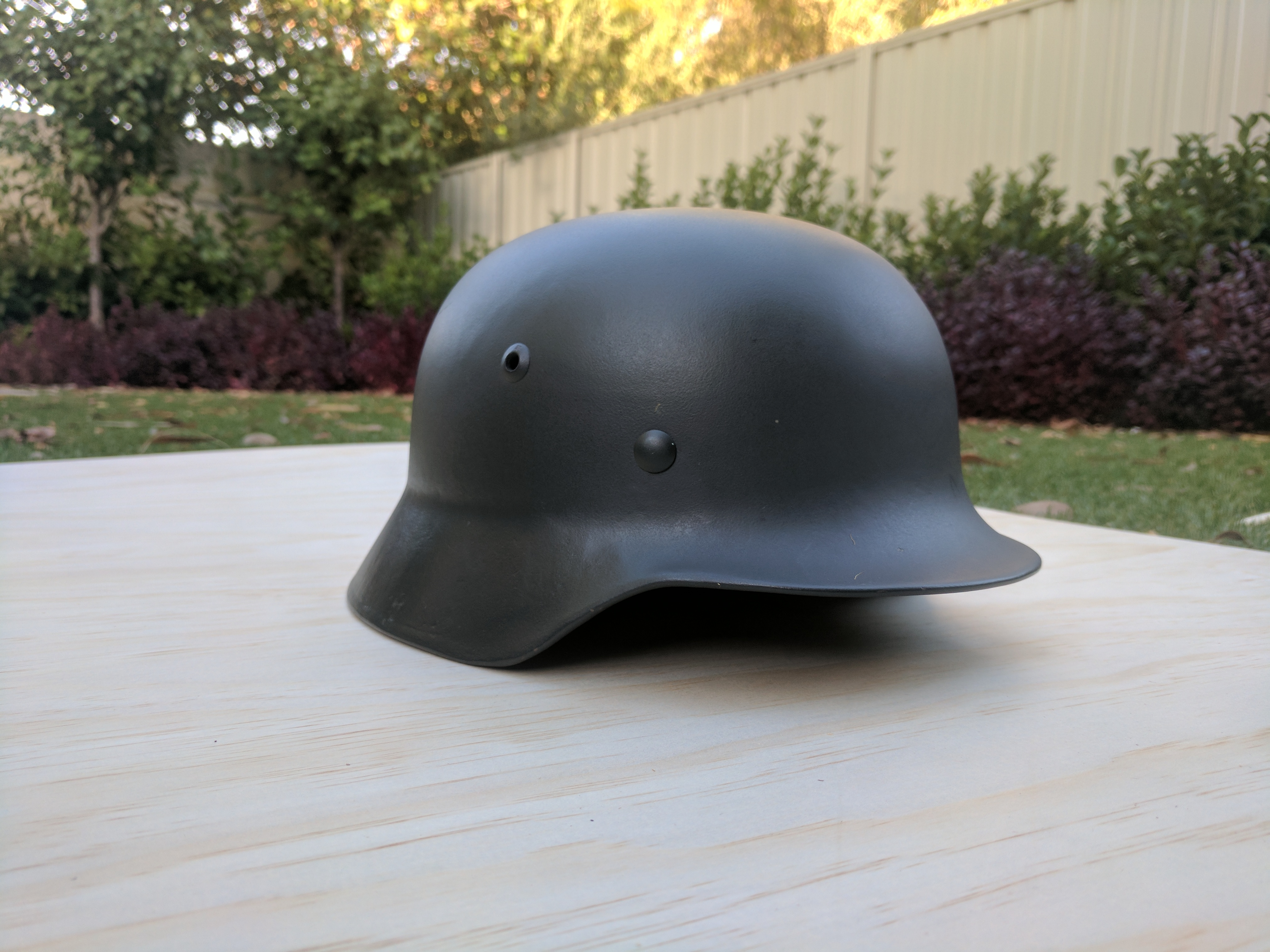
德式鋼盔

### 反抗組織

#### 革命軍
遺留在大陸且不願跟隨145代王前往帕拉迪島的艾爾迪亞王族不甘被瑪雷統治而秘密號召艾爾迪亞人籌組了反瑪雷的革命軍，但最終事跡敗露，其成員包括梟的父親在內大多被瑪雷治安局活活燒死。日後其殘黨梟臥底進入瑪雷治安局，並在背後指導艾爾迪亞復權派。

#### 艾爾迪亞復權派
艾爾迪亞復權派（Restoration of Eldian）由不滿瑪雷統治的艾爾迪亞人秘密組成，奉行反瑪雷的艾爾迪亞民族主義，目標為顛覆瑪雷並重建過去強大的艾爾迪亞帝國，以身為尤米爾的子民為榮，認為尤米爾的子民是天選之人。復權派認為瑪雷有關古艾爾迪亞帝國屠殺和奴役世界各國的歷史記載是瑪雷捏造的，目的是用來詆毀艾爾迪亞人。真實歷史是始祖尤米爾協助大陸上的人們開發大陸，使人類邁向繁榮之路。由政府內線梟在背後秘密指導，提供武器和消息方面的援助。古利夏加入艾爾迪亞復權派後，迅速成為了復權派領袖並和日後加入復權派的僅存王族黛娜結婚，並誕下一子吉克。
在知悉瑪雷意圖發動「始祖巨人搶奪戰」後，認為若是讓瑪雷奪得始祖巨人，艾爾迪亞人將會萬劫不復。因此古利夏將吉克送去瑪雷的艾爾迪亞戰士隊，希望吉克成功繼承瑪雷所擁有的巨人之力，並搶先瑪雷一步搶奪始祖巨人以再度重建艾爾迪亞帝國。
最終其行蹤被瑪雷治安局掌握，吉克為求自己和祖父母的安全而告發了復權派。復權派成員皆被流放至帕拉迪島，唯獨古利夏被梟所救。後來古利夏在繼承進擊的巨人後混入牆內，並且成功奪取了始祖巨人，完成了梟最終囑咐古利夏完成的任務。

#### 義勇兵
義勇兵為瑪雷所消滅的大陸國家的餘黨所組成，在瑪雷部隊當中進行臥底，聽從吉克‧葉卡命令伺機行動的部隊，嘗試推翻瑪雷以報國仇。提供帕拉迪島瑪雷相關的資訊，以及世界上的最新科技給科技遠遠落後於世界的帕拉迪島，並擔任內應協助調查兵團將瑪雷的偵查船隻全數俘虜／消滅。但除了調查兵團之外，其他的兵團並不信任義勇兵，雷貝利歐一戰之後，義勇兵領袖們遭到關押起來，並派人監視。
起初真誠與艾爾迪亞各個兵團合作，但因為艾爾迪亞中央高層不信任他們，甚至遭到關押軟禁，最終失去了耐性，與帕拉迪島內部支持葉卡兄弟的兵團成員一起合併為葉卡派，發動了政變，反將鴿派成員（阿爾敏、漢吉...等人）俘虜禁閉。在與艾爾迪亞合作的這幾年，已經讓大多數的不信任他們的中央高層都攝入了吉克的脊髓液，在吉克發動能力將監視他的調查兵團菁英都變成巨人後，意識到自己成為待宰羔羊的皮克西斯以下的中央高層眾人，自此便成為葉卡派的俘虜。
義勇兵的表面目的為讓帕拉迪島的艾爾迪亞勢力擁有超前瑪雷的國家實力，以替被滅國的義勇兵報仇。但伊雷娜與吉克的真實目的是要剝奪全體艾爾迪亞人的生育能力，讓全體艾爾迪亞人可以在牆內度過餘生，如此一來艾爾迪亞和世界各國不必再互相仇視，艾爾迪亞人則會順應世界消亡。在葉卡派控制了政權後，伊雷娜就公開了艾爾迪亞安樂死計畫，但義勇兵內部除了伊雷娜和吉克外沒有人知道此一計畫。
後來瑪雷突擊希干希納區，伊雷娜率領義勇兵反擊。在艾連與吉克接觸後發動地鳴，吉克遭到始祖巨人吞噬消失後，已經沒有任何利用價值的伊雷娜，旋即遭到葉卡派以艾爾迪亞安樂死計畫為叛國行為而遭到逮捕，而義勇兵當中若有不服從葉卡派理念（新生艾爾迪亞帝國）的人，則皆遭到槍決。
最後義勇兵當中不服葉卡派的存活者與鴿派成員在港口合作擊退葉卡派並搭船離開帕拉迪島前往瑪雷大陸。

#### 城市
首都
瑪雷帝國的首都，名稱和地理位置不詳。於第93話被提及，瑪雷軍方高層將乘坐蒸汽火車前往首都。
雷貝里歐（Liberio）
瑪雷帝國東北部城市，與臨近的帕拉迪島之間有一個海峽。
城市內擁有一座專門收容艾爾迪亞人的區域，收容區四周以高牆包圍，在其中的艾爾迪亞人左手需配戴臂章以識別身份，出入口皆由警衛看守，艾爾迪亞人需外出許可證才得以外出。城市附近的矮牆對面有飛艇基地。收容區附近有山間鐵路以及軍港，可以在短時間內從東西兩側集結3萬人的兵力支援雷貝里歐收容區。
威利·戴巴於854年召集各國人員到雷貝里歐收容區演講並向帕拉迪島宣戰，導致收容區被變身成巨人的艾連和調查兵團大肆破壞。附近的軍港也遭受阿爾敏的超大型巨人破壞，使得瑪雷無法在短時間內從海上大規模進攻帕拉迪島。艾連發動地鳴後，雷貝里歐收容區已遭到摧毀。
雷貝里歐（Liberio）的名稱源自於英文的自由（Liberty）。
歐迪哈（Odiha）
位於瑪雷東南方的一座海岸都市，由於臨近南方邊界的河流，因此那裡的居民都從事海運業，東洋的亞茲瑪比特家族在此地有一座機庫。地鳴發動後，該城市的人在地鳴到來前就已逃離，整座城市成為一座空城。反對艾連滅世的眾人為了要整修飛機並擺脫葉卡派的追兵，搭船來到此地整修飛機，卻遭遇弗洛克的追擊，將其擊殺後又遭遇地鳴的到來。最終在漢吉的犧牲下眾人得以讓飛機升空。隨後歐迪哈被地鳴完全摧毀。
若將瑪雷地圖鏡像顛倒，此城對應現實中也門的索科特拉島。
卡利法（Carifa）
位於瑪雷北部的一座軍港，在雷貝里歐軍港被毀後，此處成為世界聯合軍進攻帕拉迪島的集結地。為了摧毀對帕島有巨大威脅的世界聯合艦隊，卡利法成為艾連發動地鳴後的首要摧毀目標。
卡利法的英語譯名Carifa為將非洲（Africa）的字母重組而成。而若將瑪雷地圖鏡像顛倒，此城對應現實中南非的聖海倫娜港。
史拉托亞要塞（Fort Salta）
位於瑪雷大陸南方山脈的一座碉堡，同時也是瑪雷飛艇研究基地的位置所在。由於其飛艇對巨人和帕島有潛在威脅，因而成為艾連發動地鳴後的第二摧毀目標。而後瑪雷戰士的家人在雷恩哈特先生的帶領下挾持瑪雷人坐火車來到了此地，地鳴也於此時抵達，瑪雷守軍抵抗失敗並且失去了飛艇。反艾連滅世的眾人於此時乘坐飛機抵達此地並和艾連及始祖尤米爾展開了混戰。
若將瑪雷地圖鏡像顛倒，此城位於現實中阿爾及利亞的阿特拉斯山脈上。
拉庫卡（Lakua）
瑪雷帝國西部城市，設有一座軍港。於第99話中喬裝成瑪雷士兵的伊雷娜向皮克訛稱為駐守此城的士兵，因為戴巴公的演說而被調往雷貝里歐支援。
拉庫卡為現實存在的城市，位於西班牙阿拉瓦省。
拉戈（Lago）
1200年前瑪雷帝國的大都市，鄰近海邊，海堤上有磚牆等防禦工事。城鎮上的建築物大多呈尖頂圓柱型。在1200年前的某天被擁有巨人之力的艾爾迪亞攻擊，巨人由海邊登岸，瑪雷守軍未能招架，整座城市於一天內被摧毀，只有少數居民逃到鄰近荒野，但艾爾迪亞又在退路上埋伏了巨人，隨著天亮而甦醒的巨人遂攻擊並殺害了大部份倖存者，是次行動最終造成幾十萬人喪生，史稱「拉戈慘劇」。
於第114話吉克的爺爺教導吉克瑪雷歷史時被提及，並展示了一幅教科書上的「拉戈慘劇」畫作。而古利夏於同話教導吉克另一個版本的歷史時則表示「拉戈慘劇」並不存在，是瑪雷杜撰的偽歷史。
瓦雷（Valle）
1200年前瑪雷帝國的城市。曾被擁有巨人之力的艾爾迪亞攻擊，造成幾十萬人喪生，史稱「瓦雷慘案」。
於第114話吉克的爺爺教導吉克瑪雷歷史時被提及。而古利夏於同話教導吉克另一個版本的歷史時則表示「瓦雷慘案」並沒有發生，是瑪雷杜撰的偽歷史。
蒙提（Monte）
1200年前瑪雷帝國的城市。曾被擁有巨人之力的艾爾迪亞攻擊，造成幾十萬人喪生，史稱「蒙提殘殺」。
於第114話吉克的爺爺教導吉克瑪雷歷史時被提及。而古利夏於同話教導吉克另一個版本的歷史時則表示「蒙提殘殺」並沒有發生，是瑪雷杜撰的偽歷史。

## 中東聯合國

### 歷史
中東聯合國（Middle East Alliance）是瑪雷的鄰國之一，十分敵視艾爾迪亞人，因瑪雷的向外擴張而與其交惡。聽聞瑪雷失去超大型巨人和女巨人後為了爭奪半島的自治權而與瑪雷展開4年的戰爭。戰爭期間中東聯合屢屢用最新科技挫敗瑪雷軍隊，斯拉巴要塞被瑪雷攻陷和中東聯合艦隊被摧毀後被迫承認戰敗並與瑪雷締結和約，但此戰過後世界各國了解到巨人之力不再無敵而加緊研發科技。中東聯合雖然戰敗，但因其在斯拉巴要塞攻略戰中使用最新科技研發的新式戰艦主炮重創盔甲巨人，受到厭惡瑪雷對外擴張和巨人之力的世界各國大肆報導和稱頌。

### 城市
斯拉巴要塞（Fort Slava）
位於中東聯合國軍港山坡頂端的堡壘，在瑪雷與中東聯合國長達四年的戰爭中，成為最後一戰的地點。其內部配有29副反巨人野戰砲及兩列裝甲列車，在作戰中擊斃了不少純潔巨人。在瑪雷空投巨人與戰士隊的突襲下已遭摧毀。

## 希茲爾國

### 歷史
希茲爾國（Hizuru）在百年前曾是艾爾迪亞帝國的同盟國，但艾爾迪亞帝國在卡爾·弗利茲遷都帕拉迪島後土崩瓦解，希茲爾國也因此在巨人大戰後被視為是戰敗國，國家因此陷入混亂，國勢日漸衰弱。

#### 亞茲瑪比特家族
希茲爾國將軍後裔的家族，在國內擁有很高的地位，家族徽記為三把武士刀交錯構成的正三角形。其家族與世界各國和戴巴家族有深厚交流，是希茲爾國外交的主導者，現任家族領袖為奇悠宓·亞茲瑪比特。一百年前將軍的兒子與第145代弗利茲王關係很好，於是逗留在帕拉迪島，後來其遺孤就被留在了島上，經過一百年後米卡莎成為島上唯一的一個東洋人。東人家族對於投資非常敏銳，並意圖擴展其財團事業。在聽聞帕拉迪島上有家族的後裔後與提供消息的吉克密會，並與吉克以冰爆石的經濟利益為籌碼合作。為了重振希茲爾國國勢和擴張家族事業獨佔冰爆石的經濟利益積極與帕拉迪島聯繫並協助其發展。
事實上現在亞茲瑪比特家族正處於風雨飄搖之中，一旦地鳴的力量或冰爆石的消息是假的，希茲爾國將會對亞茲瑪比特家族過河拆橋，投資血本無歸的亞茲瑪比特家族也會因為負債而走向絕路。但撇除經濟利益之外，之所以願意冒著風險來到帕拉迪島也是真心想要保護島上的最後一個家族後裔米卡莎以維護家族的尊嚴，並期望她能回歸亞茲瑪比特家族。

## 尤彌爾的子民保護團體
尤彌爾的子民保護團體（Association to Protect Subject of Ymir）是負責為生活在大陸上（包括瑪雷）的「尤彌爾的子民」爭取人權，好為他們的將來得到基本保障的團體組織，相當於現實中的人道援助。853年，調查兵團除了對瑪雷帝國展開潛入調查，也試圖為居住在帕拉迪島上的艾爾迪亞人爭取生存利益，並向全世界示好，結果在國際研討會上，保護團體表明了立場——唯有將居住在帕拉迪島上的惡魔徹底殲滅，才能夠進一步保障居住在大陸上的「尤彌爾的子民」難民們的未來，間接性地促成了艾倫‧葉卡之後一系列的手段。

## 世界聯合軍
世界聯合軍（Global Alliance）是反對帕拉迪島的人士提出的構想，亦即由世界各國組成聯軍徹底消滅帕拉迪島。於雷貝里歐收容區之戰後此構想成真，世界各國在瑪雷的號召下合組世界聯合軍準備消滅帕拉迪島。後來「地鳴」啟動後，世界聯合軍阻止「地鳴」失敗，瑪雷大陸現已遭超大型巨人摧毀大半，瑪雷也已被消滅。